# Atletismo
El atletismo es un deporte olímpico que agrupa numerosas disciplinas. El término atletismo deriva de la palabra griega athlon que significa  competencia o combate. En este conjunto de prácticas deportivas se busca superar a los adversarios en velocidad o en resistencia, ya sea en distancia o en mayor altura.
Este deporte es considerado el deporte organizado más antiguo del mundo. La primera referencia histórica al atletismo se remonta al año 776 a. C. en Grecia, con una lista de los atletas ganadores de una competencia.
Dentro del atletismo existen diversas modalidades de pruebas. Esto es algo muy complejo ya que debido al atletismo surgieron muchos deportes, por ejemplo: las carreras a pie (velocidad, media distancia, fondo, carreras con vallas, campo a través, relevos…), los saltos (de longitud, de altura, triple salto, salto con pértiga), los lanzamientos (peso, jabalina, martillo…), la marcha atlética, y las pruebas combinadas. Estas últimas también se conocen como decatlón y, como su propio nombre indica, se compone de diez pruebas: tres de lanzamiento, tres de saltos y cuatro de carreras.
La disciplina fue desarrollándose a lo largo de los siglos, desde las primeras pruebas hasta su reglamentación.
Los Juegos Olímpicos, el evento deportivo internacional más prestigioso y visto por todo el planeta, se celebran cada cuatro años desde 1896 y el atletismo es la disciplina más importante en ellos.
Desde 1982, la Asociación Internacional de Federaciones de Atletismo (IAAF), que es el organismo responsable de la regulación de la disciplina, ha ido modificando sus normas acabando con el periodo amateur de la disciplina. El Campeonato Mundial de Atletismo se organizó por primera vez en 1983 y tiene lugar cada dos años desde 1990.
La mayoría de las competencias de atletismo se realizan dentro de un estadio y se dividen en campo y pista. Las competencias de pista (carreras y salto de vallas) se llevan a cabo en una pista de 400 metros, mientras que las competencias de campo se efectúan en el espacio ubicado en el interior de la pista.

## Surgimiento del atletismo

### Antigüedad

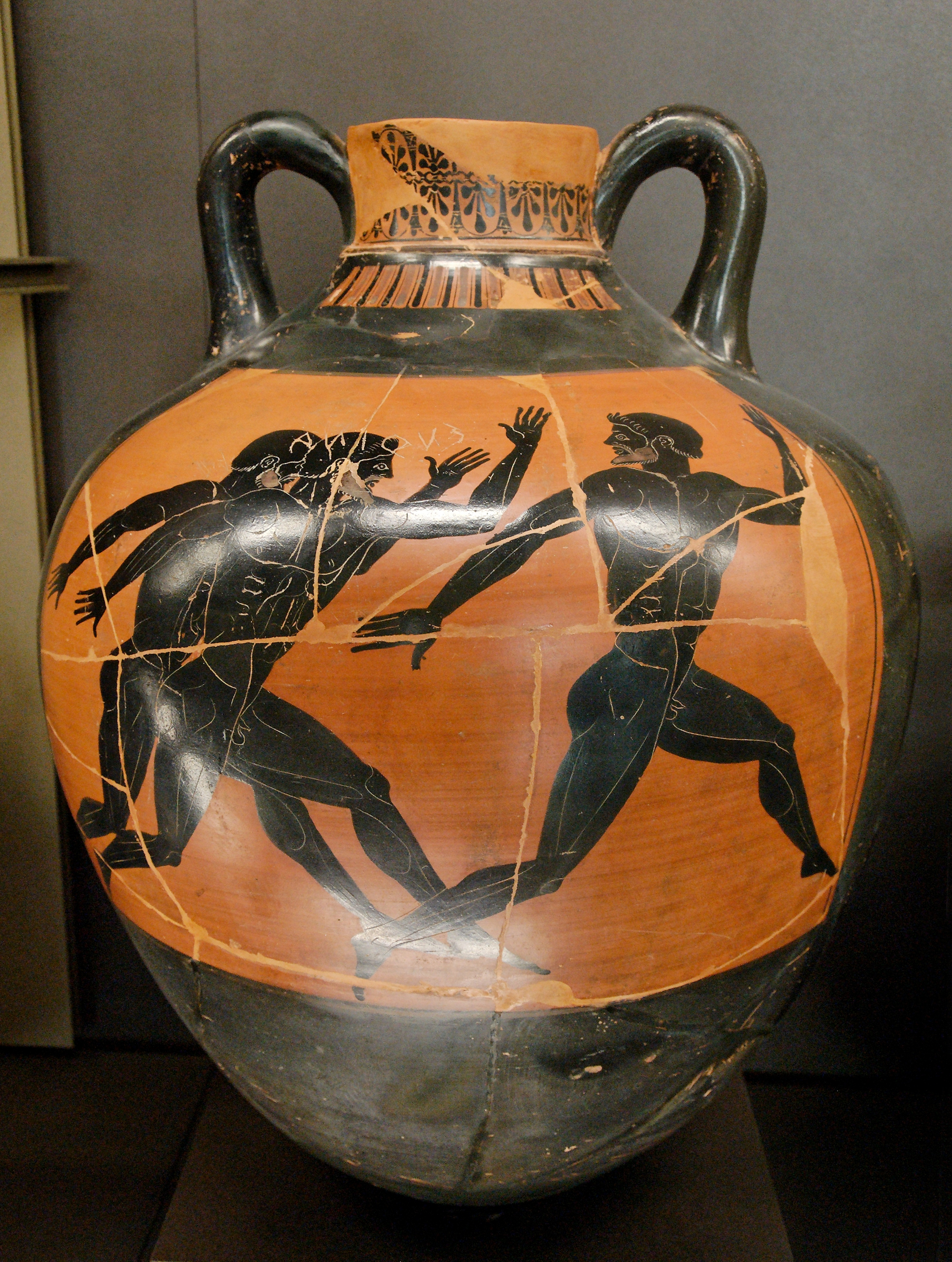
Carrera a pie, ánfora panatenaica del pintor Cléophradès, hacia el 500 antes de Cristo, Louvre (F 277).

Correr, caminar, lanzar, saltar y tirarse al piso, son movimientos naturales en el ser humano, y de hecho, el concepto de competiciones atléticas se remonta a tiempos muy lejanos, como parecen mostrar algunas de las pinturas rupestres del Paleolítico Inferior (6000 a. C al 5500 a. C.) al Neolítico, que muestran una supuesta rivalidad entre varios corredores, saltadores y lanzadores. Las fuentes más precisas fueron halladas en Egipto en el siglo XV antes de nuestra era, con la referencia escrita más antigua a la carrera a pie, hallada en la tumba de Amenhotep II (1438-1412 a. C.). En la misma época, la civilización minoica (Creta), también practicaba las carreras, así como el lanzamiento de jabalina y de disco.
Los primeros encuentros en Grecia se llevaron a cabo en el siglo VIII a. C. En ellos destacaba la prueba llamada stadion, que era una carrera pedestre de 197,27 metros, equivalentes a 200 veces el pie de Heracles. Esta es la prueba más antigua de la que se tiene registro, aunque se supone que se practicaba con anterioridad. Poco tiempo después aparecieron más pruebas, como el doble stadion o duálico, la carrera de medio fondo o hípico y la carrera de fondo o dólico. Todas estas pruebas son múltiplos de la distancia del stadion, que siempre se comienza por las carreras de velocidad, luego carreras de medio fondo y fondo.
El pentatlón, que combina la carrera, el salto, los lanzamientos y la lucha, es otra disciplina del atletismo introducida en el programa olímpico antes del final del siglo VIII a. C.
Aparte de los Juegos Olímpicos, existieron otros encuentros deportivos en diferentes polis griegas, que fueron eclipsados por los primeros. No menos de 38 ciudades griegas celebraron sus propios Juegos Olímpicos (llamados isolímpicos para diferenciarlos de los celebrados en Olimpia) y 33 llevaban a cabo Juegos Píticos.
La civilización romana practicó el atletismo en dos versiones diferentes a partir del año 186 a. C. La primera es de inspiración etrusca (cursores), mientras que la segunda es una adaptación de las disciplinas griegas (athletae). El Estadio de Domiciano fue construido en el año 86 y se dedicó al atletismo en su variante griega.
Irlanda organizó entre los años 632 y 1169 juegos que incluían pruebas desconocidas para los griegos, como el salto con pértiga, lanzamiento de martillo y una forma de cross-country. Estas disciplinas se introdujeron en Escocia en el siglo IV y se modificaron hasta transformarse en los Juegos de la montaña.

### Período Clásico (Edad Media alsigloXIX)
Existen fuentes que nos informan de que ya se realizaban carreras en Inglaterra desde el siglo XI. El entusiasmo era tal que las autoridades locales reservaron un espacio dedicado solo a estos concursos en 1154 en Lord. En las historias de Havelock el danés en 1275 figura la descripción de un lanzador de piedras. Por otra parte, según los historiadores, el rey Enrique II de Inglaterra hizo construir campos de deportes en las cercanías de Londres para la práctica de lanzar el martillo, la barra y la pica y también para juegos de pelota. Al mismo tiempo, la juventud de Londres se desafiaba en largas carreras a través de la ciudad.
En 1365, el rey Eduardo III promulgó la primera de una serie de leyes para prohibir prácticamente todas las actividades deportivas, excepto el tiro con arco que se pudo seguir practicando por razones militares. Las carreras y los saltos figuraban en la lista de los deportes prohibidos. No obstante las competiciones continuaron, como lo demuestra la renovación de las prohibiciones, por lo que Enrique VIII finalmente permitió las carreras a pie en Londres en 1510.
Enrique VIII fomentó la práctica de ejercicio diario, mientras que los teóricos de la época, como Thomas Elyot, concedieron mucha importancia a los deportes en los planes de estudios. En el siglo XVI, se describen por primera vez reuniones atléticas en los Juegos de Cotswold (Cotswold Games), una especie de «mitin deportivo» organizado en Gloucestershire e inspirado directamente en los héroes de la antigua Grecia.
La competición atlética se desarrolló bastante en el Reino Unido en el siglo XVII. Los deportes más populares eran entonces el lanzamiento de martillo, el salto de altura, el salto de longitud y la carrera a pie. Con la aparición del puritanismo, la Iglesia anglicana quiso abolir el deporte, alegando que las competiciones de atletismo realizadas por toda Inglaterra terminaban, por lo general, en peleas y borracheras. En reacción al puritanismo, el rey Jacobo I alentó a sus súbditos a que practicasen deporte después de los oficios del domingo por la tarde. También promovió el deporte mediante la publicación del Book of Sports.
Los primeros corredores profesionales aparecieron en Inglaterra a finales del siglo XVII. Estos corredores eran ambulantes y se medían a los campeones locales en concursos remunerados.
En España, el korrikolaris, ha venido siendo practicado desde la Edad Media.[cita requerida] Es una carrera a pie de larga distancia, realizada entre dos corredores.
En el resto del mundo, una de las carreras medievales más antiguas fuera de las islas británicas era la que se celebraba en Roma a mediados del siglo XV. El programa reproducía el de los atletas griegos y los atletas competían a la griega, es decir, desnudos. La Olimpiada de la República fue una competición deportiva celebrada en 1796, 1797 y 1798 en París.
La prueba reina de este intento de rehabilitación de los Juegos Olímpicos era una carrera a pie. Este evento marcó la transición entre el deporte del Antiguo Régimen y el deporte moderno, como lo demuestra el uso del sistema métrico en el deporte por primera vez. Además, por primera vez también en el deporte, las carreras fueron cronometradas utilizando dos relojes marinos de guerra.

### SigloXIX

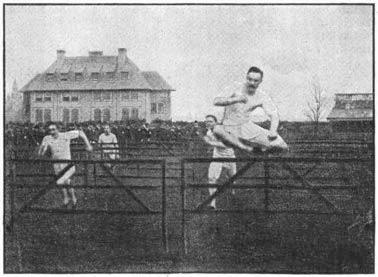
Competición de atletismo en el Detroit Athletic Club de Detroit en 1888

La primera reunión de atletismo moderno en Inglaterra se celebró en 1825 en Newmarket Road, cerca de Londres. Seguían faltando numerosas pruebas, pero bajo la influencia de las pruebas de la Lord's Cricket Ground disputadas desde 1826 y de Tara en Irlanda (1829), el programa se fue expandiendo. Las primeras 100 yardas con obstáculos se disputaron en el Colegio Eton en 1837. En 1849, el ejército británico creó competiciones para el arsenal de Londres en Woolwich. En 1850 se ofreció una corneta de plata como premio al ganador del mayor número de pruebas. El capitán Wilmot ganó la edición de 1850, y ese mismo año se creó la primera pista de atletismo en Inglaterra. El Exeter College de Oxford celebró su primera reunión en 1850, que en 1856 se convertiría en la primera competición de la Universidad de Oxford. La primera competición de atletismo entre Oxford y Cambridge se celebró en 1864. En 1866 se creó en Inglaterra la primera versión de una federación nacional de atletismo. Se excluyó de ella automáticamente a todos los deportistas profesionales y también a los obreros y artesanos con el fin de que solo pudieran pertenecer a ella los gentlemen. Las carreras profesionales se realizaban al margen de estas rígidas pruebas y, sin embargo, reunían a un numeroso público. Para abrir el atletismo a las clases sociales menos favorecidas se creó en 1886 la Amateur Athletic Association.
En Francia, las carreras a pie tuvieron premios en especie a partir de 1853. A mediados de 1880, y en consonancia con la visión social del deporte en Inglaterra, George St. Clair y Ernest Demay lanzaron una campaña de «purificación» del atletismo francés y consiguieron la prohibición de estas carreras profesionales. En respuesta, se creó en París la Unión de Sociedades Profesionales de Atletismo. La Union des sociétés françaises de sports athlétiques, federación multideportiva fundada el 20 de noviembre de 1887 por los Clubes parisinos Racing Club de Francia y Stade Francés, sobre todo hizo hincapié en su voluntad de luchar contra la profesionalización del deporte. La USFSA, que es la responsable de la renovación de los Juegos Olímpicos, impuso esta visión como modelo de competición durante mucho tiempo. En 1888 organizó el primer campeonato de Francia de atletismo con cuatro pruebas en el programa: 100 m, 400 m, 1500 m y 120 m vallas. René Cavally ganó dos títulos en 1888 sobre 100 y 400 m.
En el resto del mundo, los Estados Unidos fueron un importante centro de desarrollo del atletismo. El Olympic Club en San Francisco se fundó en 1860, y el New York Athletic Club se fundó en 1868. La Asociación Atlética Intercolegial se fundó en 1876, y fue quien organizó la primera competición en suelo americano. Alemania se vio influenciada en 1874 por un grupo de estudiantes de inglés de la Universidad de Dresde que importó las pruebas inglesas.
Alemania organizó su primer campeonato nacional en 1891. El campeonato australiano se celebró en 1893, después de haber organizado en Sídney un Inter Colonial Meet el 31 de mayo de 1890.
En Bélgica, el primer campeonato nacional disputado en 1889 se limitó a dos pruebas: los 100 metros y la milla.
Con los inicios del cronometraje eléctrico en 1892 en Inglaterra y la renovación de los Juegos Olímpicos, el atletismo entró en la era moderna.

## Era moderna del atletismo

### Del amateurismo al profesionalismo

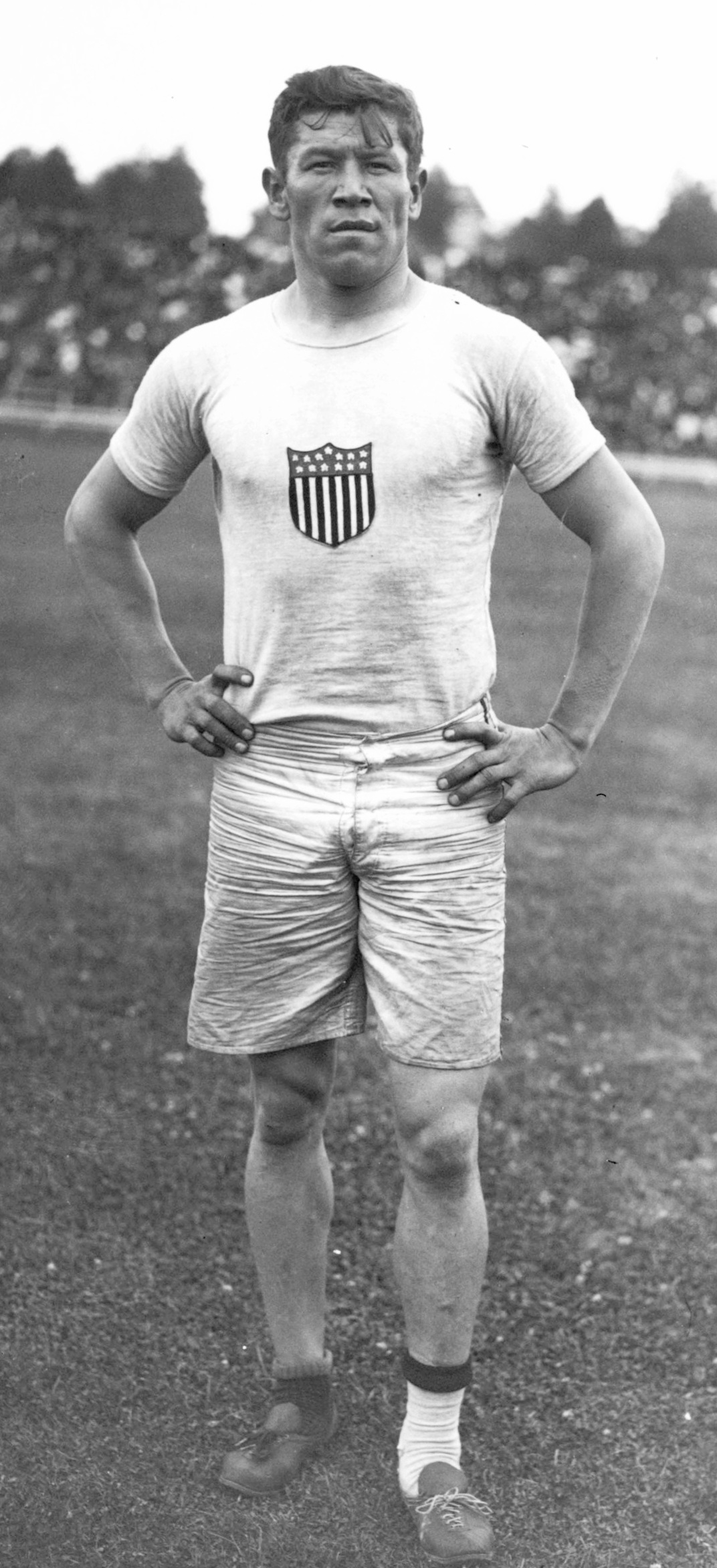
Jim Thorpe, sancionado en 1913 por amateurismo marrón

Mientras que el deporte amateur se fue organizando poco a poco, se disputaron en ambos lados del Atlántico muchas carreras profesionales. Encuentros históricos que enfrentaron a los mejores clubes estadounidenses y británicos del siglo XIX. Por otra parte, inspirados en la prueba del steeplechase, se establecieron en ciertas carreras de Atletismo apuestas de pronósticos sobre carreras, disputadas principalmente en pistas de hierba de algunos hipódromos. A imagen de los grandes duelos de boxeo, los promotores norteamericanos contrataron a los mejores atletas del momento a fin de desafiar a otros campeones en encuentros cara a cara y remunerados.
El barón Pierre de Coubertin fue el arquitecto de la creación de los Juegos Olímpicos modernos cuya primera edición se celebró en 1896 en Atenas, donde, por supuesto, el atletismo figuró entre las pruebas. Trató entonces, entre otras cosas, de poner fin a la práctica del dinero en el deporte, especialmente en atletismo, en favor del «espectáculo deportivo» amateur. Recién creada en 1912, la Federación Internacional de Atletismo, establece en su Constitución el principio del amateurismo, a imagen del credo del Comité Olímpico Internacional que protege la pureza de la competición amateur sobre la carrera profesional.
El estadounidense Jim Thorpe fue uno de los primeros atletas sancionados por violar la norma de amateurismo. Poco después de ganar dos títulos olímpicos en los Juegos de 1912, fue descalificado de por vida y se vio obligado a devolver sus medallas por haber recibido remuneración de un equipo de béisbol local. Otro atleta hallado culpable de amateurismo marrón, el francés Jules Ladoumègue también fue descalificado de por vida por la Federación francesa, que hizo de él un ejemplo, en respuesta al creciente poder del deporte profesional en Francia. El fútbol se convirtió en profesional en este mismo período. La reacción del público francés fue inequívoca: boicoteó el atletismo, que se enfrentó entonces a una grave crisis en Francia durante los años 1930.
Durante más de medio siglo, el amateurismo siguió siendo la norma fundamental de atletismo competitivo. Muchos especialistas no dudaron luego en abandonar sus disciplinas para unirse a equipos profesionales, como clubes de fútbol americano o de béisbol de los Estados Unidos, o a equipos de rugby en Europa.
En 1982, la IAAF abandonó el concepto tradicional del amateurismo tomando conciencia del tiempo y los recursos necesarios para formar y mantener a los deportistas de élite. A partir de 1985 se destinan fondos específicamente para la formación del atleta.
Hoy en día, los atletas son trabajadores freelance. Sus principales ingresos provienen en parte de los honorarios percibidos en las diversas reuniones, en función de sus resultados. Los ingresos adicionales provienen de patrocinadores y mecenas, y varían dependiendo de la popularidad del deportista. Por otra parte, algunos atletas reciben una remuneración de su club. Así, en Estados Unidos, el Santa Mónica Track Club tiene como norma recompensar a algunos de sus titulares, como por ejemplo Carl Lewis. La remuneración de un atleta de élite es aleatoria y depende del estado de forma y del rendimiento. Recientemente se han creado verdaderos «conjuntos» de carreras que integran a los mejores atletas y entrenadores; como por ejemplos el sistema de gestión de los fondistas africanos o la estructura de la HSI, una verdadera multinacional de las carreras de velocidad de los Estados Unidos.

### La globalización del atletismo

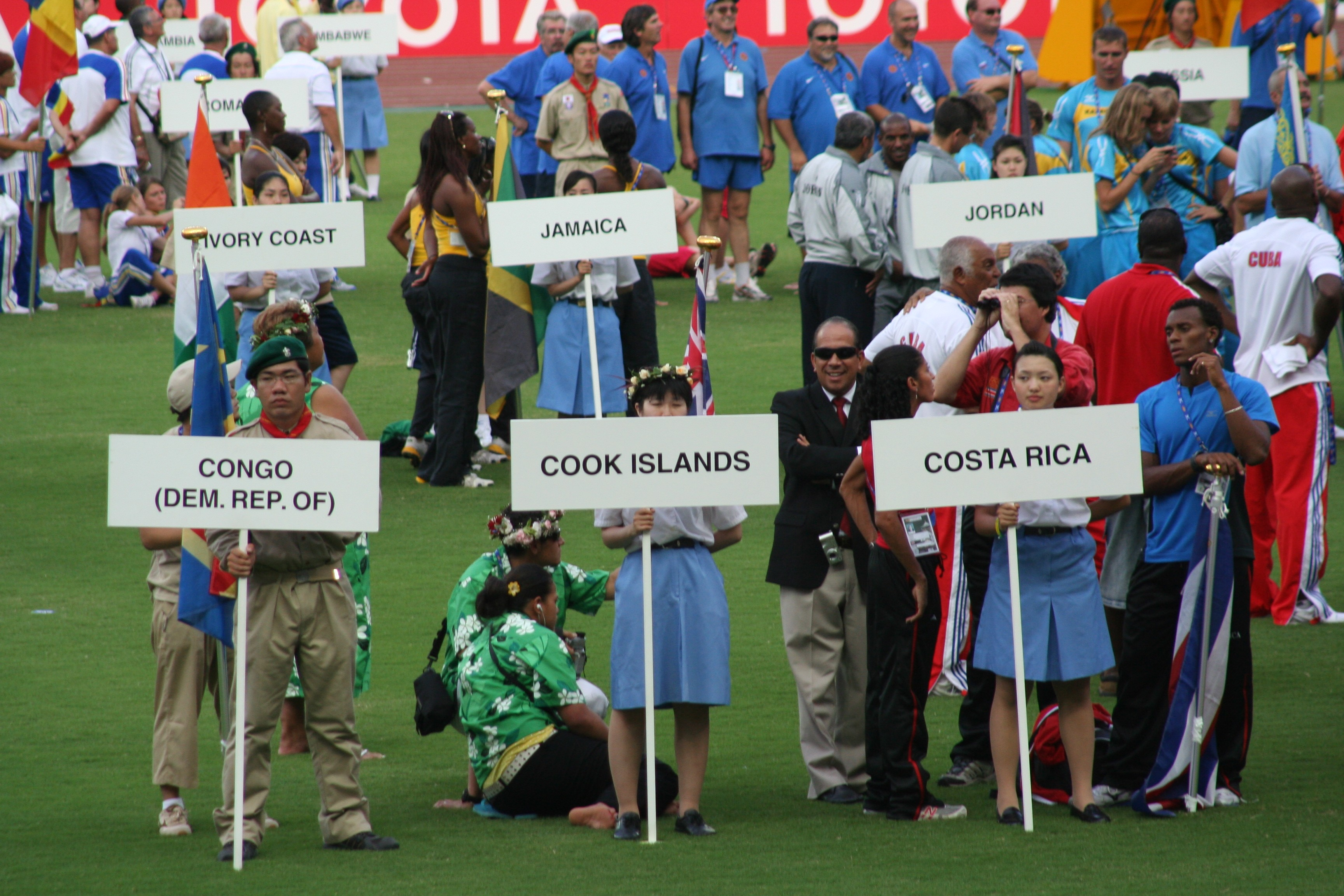
203 naciones tomaron parte en el Campeonato Mundial de 2007

Durante la primera mitad del siglo XX, la práctica del atletismo fue esencialmente prerrogativa de los Estados Unidos y las naciones de Europa occidental como el Reino Unido, Francia o los países nórdicos destacaron en las pruebas de resistencia. Desde 1930, los atletas afroamericanos sobresalieron sobre los europeos en las carreras de velocidad, como Eddie Tolan, el primer hombre de color campeón olímpico en los 100 m en el año 1932. Después de la Segunda Guerra Mundial, algunos atletas venidos de las colonias europeas llegaron a destacar en su nuevo país de adopción, mientras que algunas naciones del hemisferio sur emergieron a nivel mundial, como por ejemplo Nueva Zelanda. En 1950, los países comunistas invierten en los deportes olímpicos para reafirmar su existencia y demostrar su poder. El mundo del deporte es entonces bipolar y existen dos bloques rivales: los países occidentales y los países del Bloque del Este. Los años 1960 y 1970 se caracterizan por el surgimiento de las naciones del Caribe, como los velocistas de Jamaica, pero sobre todo por la llegada de los corredores del África negra y de África del Norte en la media y larga distancia. El etíope Abebe Bikila es el pionero, al convertirse en el primer africano en ganar la maratón olímpica (en 1960), mientras que Francia alinea ya a corredores de fondo originarios de los países del Magreb desde los años 1920. Alain Mimoun ganó el maratón cuatro años antes que Bikila.
Desde los años 1980, el atletismo se hace cada vez más universal y sigue la evolución geopolítica mundial. El número de federaciones nacionales y el número de licencias aumenta significativamente en los países en vías de desarrollo. Por el contrario, la práctica de la competición deportiva se estanca en los países desarrollados, en parte debido a su nivel de exigencia en términos de entrenamiento, y también por la creciente diversidad de la oferta deportiva y de ocio. Hoy en día, el atletismo es el deporte competitivo más universal. Recientemente, los atletas de naciones con poblaciones pequeñas han llegado a la cima del deporte. Durante los Campeonatos del Mundo de 2003, Kim Collins, esprínter de San Cristóbal y Nieves ganó la prueba de los 100 m. En términos más generales, el éxito de la mayoría de los atletas de la zona del Caribe se debe a que estudian en universidades de Estados Unidos que ofrecen mejores condiciones de formación que sus países de origen.
Desde mediados de 1990, algunos atletas, en su mayoría africanos, han optado por la expatriación y el cambio de nacionalidad. Así, en 1995, el corredor de 800 m Wilson Kipketer se puede considerar como un precursor, al elegir la nacionalidad danesa. El COI le prohibió competir en los Juegos Olímpicos de 1996, pero más tarde el ex keniano fue imitado por varios de sus compatriotas. En 2003, Stephen Cherono se nacionalizó en Catar y ahora se llama Saif Saaeed Shaheen. Otro ejemplo, el medallista olímpico Bernard Lagat eligió en 2005, para continuar su carrera, la ciudadanía estadounidense. Esta fuga de talentos, justificada por los atletas por la falta de reconocimiento en sus países de origen, es sobre todo una manera de entrar en lucrativos contratos con las federaciones o patrocinadores. En la actualidad, estados del Golfo Pérsico, como Catar o Baréin, ofrecen unas buenas condiciones financieras a sus nuevos ciudadanos y prometen a los atletas jóvenes financiar su educación y garantizar su futuro.

## Disciplinas
El término atletismo abarca una variedad de actividades agrupadas en dos categorías principales: el atletismo al aire libre y en pista de 200 m o short track, llamada hasta 2023 pista cubierta, que comprenden: carreras, saltos, lanzamientos, pruebas combinadas, y pruebas fuera del estadio como algunas pruebas de marcha atlética, el maratón, el campo a través, carreras en ruta y otras carreras pedestres de distancia firme y variable.
| Carreras               | Carreras            | Carreras                       | Carreras                                                             | Carreras            | Marcha | Salto                                | Lanzamientos                 | Pruebas combinadas           |
| ---------------------- | ------------------- | ------------------------------ | -------------------------------------------------------------------- | ------------------- | ------ | ------------------------------------ | ---------------------------- | ---------------------------- |
| Carreras de velocidad  | Medio fondo         | Fondo                          | Saltos                                                               | Relevos             | Marcha | Salto                                | Lanzamientos                 | Pruebas combinadas           |
| 60 m 100 m 200 m 400 m | 800 m 1500 m 3000 m | 5000 m 10 000 m Campo a través | 60 m vallas 100 m vallas 110 m vallas 400 m vallas 3000 m obstáculos | 4 x 100 m 4 x 400 m |        | Longitud Triple salto Altura Pértiga | Peso Disco Martillo Jabalina | Pentatlón Heptatlón Decatlón |

1. 1 2 3 4  Pruebas disputadas únicamente en short track.

### Carreras a pie
La carrera a pie es un proceso de locomoción terrestre que permite el movimiento a pie de forma veloz en muchas especies de animales. En los seres humanos existen aspectos generales de los movimientos de carrera aunque hay variaciones individuales en la técnica. 
Como deporte forma un conjunto de disciplinas del atletismo, donde se busca determinar cuál de los competidores corre determinada distancia en el menor tiempo. Las carreras se dividen en tres categorías: de velocidad, de mediofondo y de fondo. Las carreras de velocidad consisten en distancias de hasta 400m, de mediofondo hasta 3000m y de fondo entre 5000m y 42196m. Además, se utiliza el anglicismo running para referirse a la práctica deportiva-recreativa de esta actividad de distancias de fondo o mayores.

#### Carreras de velocidad
Las carreras de velocidad en el atletismo consisten en recorrer un corto espacio de terreno no superior a los 400 metros en el menor tiempo posible.
Según Trujillo (2023), los eventos de velocidad en atletismo requieren una combinación de fuerza explosiva y técnica. "Tanto en la prueba de 200 m como la de 400 m la salida de atletas se hace de manera escalonada con el fin de que la distancia desde la partida hasta la llegada sea igual para todos los competidores.
En las tres pruebas compiten ocho corredores por sus carriles correspondientes hacia la línea de meta cuando suena el disparo de salida. En caso de invadir un carril que no sea el propio el atleta es descalificado. Cada corredor puede utilizar spikes."
Las distancias de las carreras de velocidad en campeonatos oficiales varía dependiendo si son en pista de 400 m o short track. En pista de 200 m se disputan competiciones de 60, 200 y 400 metros lisos, mientras que en pista de 400 m se disputan 100, 200 y 400 m lisos. También se realizan competiciones sobre otras distancias fuera de los campeonatos oficiales, como los 50 metros lisos, las 100 yardas o los 300 metros lisos, entre otras.
Los atletas que realizan estas pruebas suelen utilizar un calzado especial con clavos en la parte inferior de la suela, conocidas como zapatillas de clavos. La finalidad de los clavos es que estos se claven en el tartán aumentando la tracción. Dependiendo de la prueba que se realice varía el tamaño y forma de los clavos, normalmente cuanto más larga es la distancia más cortos son los clavos, aunque el cuerpo se incline hacia al frente. Estas se pueden ajustar de acuerdo a las características u gustos de cada atleta. Al momento del disparo de salida, cuando el competidor se empuja hacia adelante; el arrancador permite realizar un mayor impulso y más potencia para el arranque fundamental en carreras tan cortas
Los 100  m es la carrera más corta en el calendario de actividades al aire libre. Es también una de las más antiguas ya que se han encontrado indicios de esta carrera en el siglo XV  a. C, si nos basamos en Homero y los poetas griegos. La distancia original iniciada por los británicos fue de 110 yardas (100,52 m) y después 100 yardas (91,44 m,) hasta que el metro se convirtió en la norma oficial. A principios de siglo, el periodista George Prade definió los 100 m como «la aristocracia en movimiento». Según él, es necesario poco entrenamiento para obtener buenos resultados, ya que la velocidad es innata en el atleta. 
La carrera de 200  m actual es similar a la longitud del estadio en la Antigua Grecia. («Stadion» literalmente significa la longitud del estadio). De ella deriva la milla inglesa y en su origen se corría sobre 220 yardas. Durante mucho tiempo ejecutada en línea recta, los 200 m con curva en pista de 400 m fueron oficialmente reconocidos en 1958. Los especialistas de esta prueba deben combinar la velocidad básica de un velocista de 100 m con una capacidad de aceleración estimada en 130-140 m.
Los 400  m tiene su origen en el doble estadio (384  m), prueba realizada en la antigüedad. Corrida en el Reino Unido como un cuarto de milla (440  m), la prueba se considera como de velocidad sostenida, en la medida en que exige, además de fuerza física, resistencia a la fatiga, y una gestión óptima del ritmo de carrera. Los atletas que corren los 400  m se dividen en dos categorías, los velocistas puros, con las características de los de 400 metros y los de resistencia, con características de los corredores de 800 m.

### Carreras de medio fondo
Las carreras de media distancia 

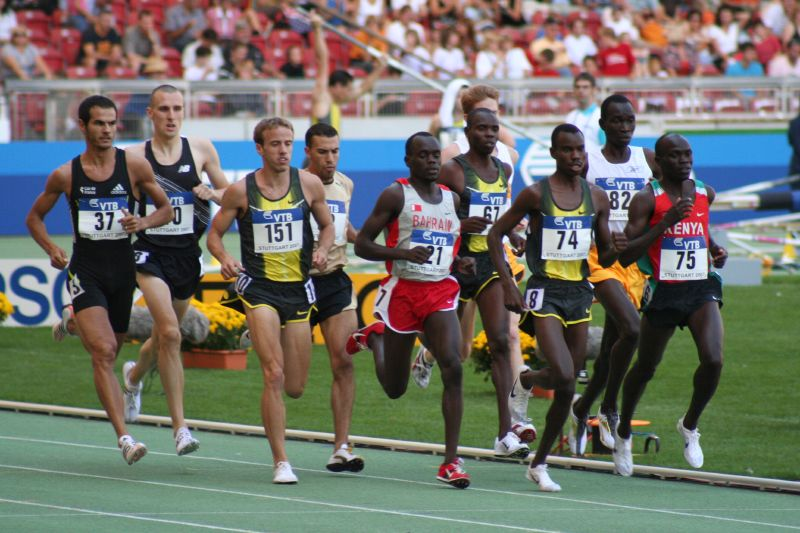
Carrera de 1500 m masculinos.

son aquellas que se realizan sobre una distancia superior a los 400 metros, deben su nombre a que se disputan en distancias intermedias entre las de velocidad y las de fondo (de más de 400 a 3000  m). De todas las pruebas reconocidas por la IAAF, solo las de 800  m y las de 1500  m figuran en el programa de los Juegos Olímpicos o Campeonatos del Mundo.
Los 800  m se realizaban originalmente con una distancia 880 yardas o media milla (804,67  m). Es una prueba con las características de la velocidad prolongada de las pruebas de velocidad largas y la resistencia de las pruebas de fondo. Los atletas realizan el primer cuarto de vuelta en su propia calle como en los 400  m, antes de reintegrarse a la cuerda después de 100  m de carrera. Los competidores deben demostrar, además de su capacidad física, una táctica de anticipación y habilidad.
Los 1500  m, de tradición europea, se supone que empezó a realizarse hacia 1890 en Francia de evolución probable desde pruebas de una milla británicas. Requiere en los competidores de una cierta resistencia, un sentido táctico de la carrera y tanto velocidad como resistencia en la última vuelta.
La milla británica (1609,32  m) está cercana a los (1500  m) y es hasta la fecha la única disciplina reconocida por la IAAF definida por una longitud no métrica. Otras carreras de media distancia son los 1000  m, los 2000  m y los 3000  m.

### Larga distancia (fondo)
Las carreras que son mayores a 3000 m se consideran pruebas de larga distancia. Entre las carreras más difíciles de larga distancia están los maratones junto con los de campo a través o cross. Estas últimas se realizan sobre un terreno tosco y natural. La carrera de maratón invariablemente se realiza en un circuito de 21 km 42 km.

#### Carreras de fondo
Las carreras de fondo son pruebas cuya distancia es superior a 3000 metros de distancia. Hay referencias de pruebas de resistencia que tuvieron lugar hacia 1740 en Londres, cuando un atleta corrió la distancia de 17,300 m en una hora.
Los 5000 m es una adaptación de las tres millas (4828 m) y los 10 000 m, seis millas (9656 m) que realizaban los británicos. Estas pruebas se realizan en su totalidad en la pista del estadio de atletismo. La resistencia a la fatiga y el dolor, asociada con una buena aceleración final son cualidades necesarias para los fondistas.

#### Carreras en ruta

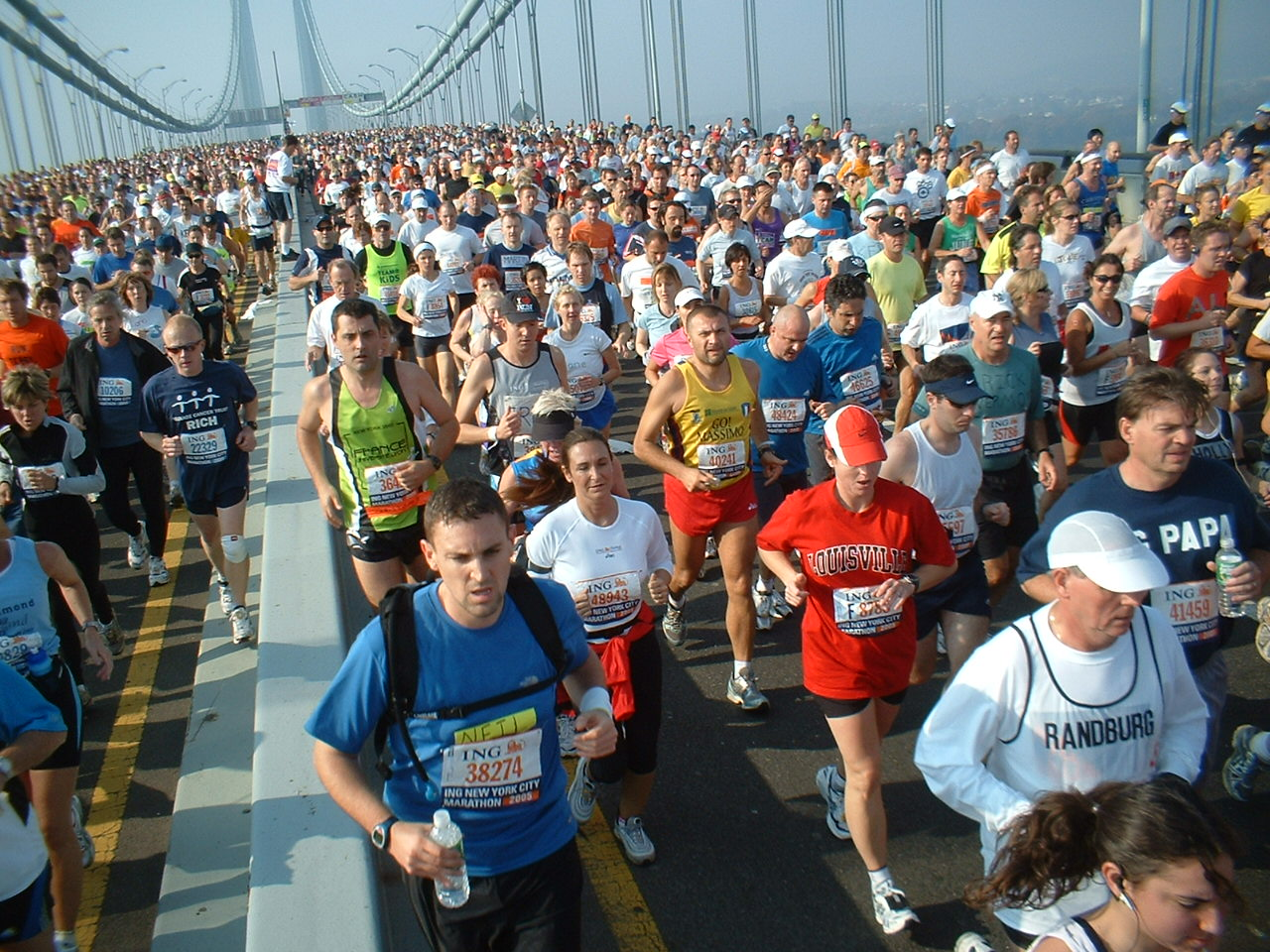
Corredores de la maratón de Nueva York en 2005

Estas carreras tienen como punto común que se realizan fuera del estadio de atletismo, generalmente por carreteras o entre las calles de ciudades y pueblos.
La maratón no figuraba en el programa de los Juegos Olímpicos Antiguos, pero su leyenda señala a las diversas historias de la mitología griega, como la historia del soldado Filípides, que corrió la distancia entre el campo de batalla hasta la ciudad de Atenas, a donde llevó la noticia de la victoria. En 1895, el francés Michel Bréal convenció a su amigo Pierre de Coubertin para aprovecharse del mito y adaptarlo a los Juegos Olímpicos modernos. Así, en los primeros Juegos de 1896, veinticuatro competidores se reunieron en Maratón. El pastor griego Spiridon Louis se convirtió en el primer ganador de esta nueva prueba. En los Juegos de Londres en 1908, la familia real británica quiso que la carrera comenzase en el castillo de Windsor y que finalizara frente al palacio real del Estadio Olímpico. El trayecto medía precisamente 42,195 kilómetros y posteriormente se convirtió en la distancia de la maratón oficial. Esta carrera de resistencia se disputa por camino duro, sobre todo por las calles y en un recorrido llano.
Algunas competiciones se desarrollan sobre distancias intermedias, como los 21,097 kilómetros de la media maratón. El ultrafondo designa la carrera a pie de gran distancia, es decir, todas las distancias superiores a los 42,195 km de la maratón. Se aplica a carreras en solitario y a las carreras o («raids») siguientes: 6 horas, 12 horas, 24 horas, 6 días, ultra-trail, raids por etapas, 100 kilómetros y carreras por etapas.

#### Campo a través
El campo a través, es una carrera de fondo disputada en un terreno variado. Aunque esta prueba no es olímpica en la actualidad, si lo fue en tres Juegos olímpicos desde Estocolmo 1912 hasta París 1924, y se compitió en dos modalidades: individual y por equipos. La distancia va de 3 a 15 km, según grupos de edad y sexo. La primera carrera de este tipo se celebró en Ville d'Avray en 1898, entre los equipos de Francia e Inglaterra. Otras disciplinas como las carreras en la naturaleza se realizan en bosques, montañas, desiertos o en cualquier medio ambiente natural.

#### Carreras de vallas

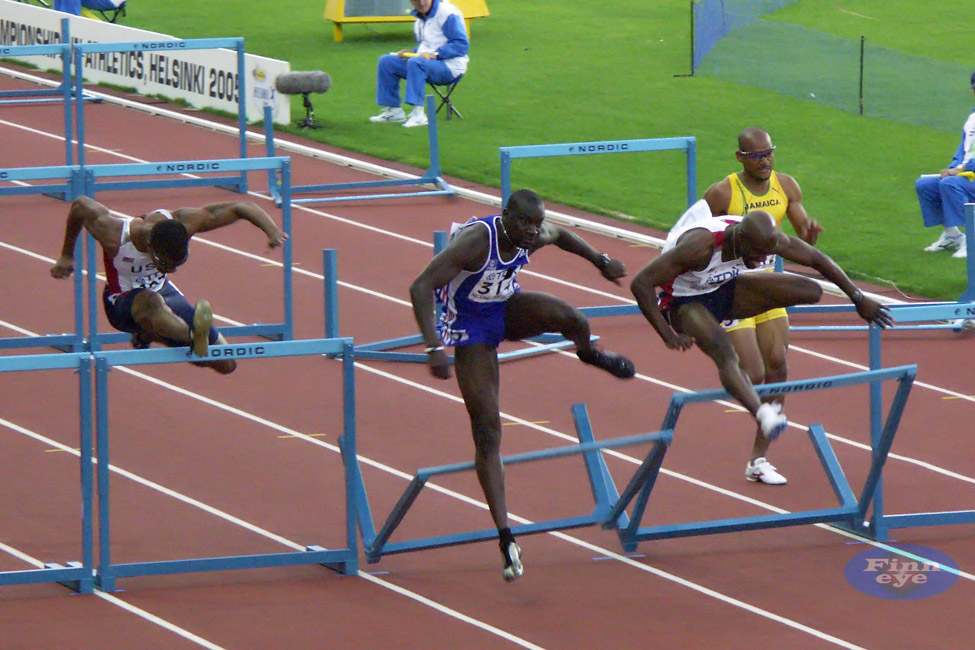
Carrera de 110 m vallas

Las carreras de obstáculos no parecen tener un origen antiguo pues faltan referencias sobre ella en la antigüedad. Las primeras apariciones en la historia son en tierras británicas inspiradas en pruebas hípicas con obstáculos. 
En la historia moderna del atletismo las primeras competiciones se hicieron sobre una distancia de 120 yardas (109,72 metros) con diez obstáculos de 3 pies y 6 pulgadas (1,06 m) 110 metros con vallas que es la altura que todavía se utiliza hoy para la categoría masculina y 100 para las mujeres. Los 110 metros vallas, como los 100 metros vallas, su equivalente femenino, es una prueba de velocidad que consta de diez vallas que hay que saltar a una distancia de 9,14 m para los hombres y 8,50 m para las mujeres. Estas distancias y alturas varían según la categoría de edad de la competición.
Los 400 metros vallas son la evolución y estandarización de la prueba de los 440 yardas con vallas cuya primera referencia se remonta al año 1860 en Oxford. Los 400 metros vallas es una de las carreras más técnicas y complicadas del atletismo, ya que requiere la capacidad física de un velocista, control del ritmo de carrera, control de la zancada y una buena técnica para el paso de los obstáculos.
Los 3000 m obstáculos combinan la resistencia con el paso de vallas. Parece ser que tiene su inicio en una apuesta entre estudiantes, en referencia al deporte ecuestre británico muy popular a finales del siglo XIX. Los atletas tienen que recorrer en la pista una distancia de 3000 m, y también franquear diferentes obstáculos no abatibles y una ría por vuelta. Recientemente, los 3000 m obstáculos se abrieron a la participación de las mujeres y la prueba apareció por primera vez para las mujeres en el programa olímpico en el año 2008.

#### Carrera de Relevos

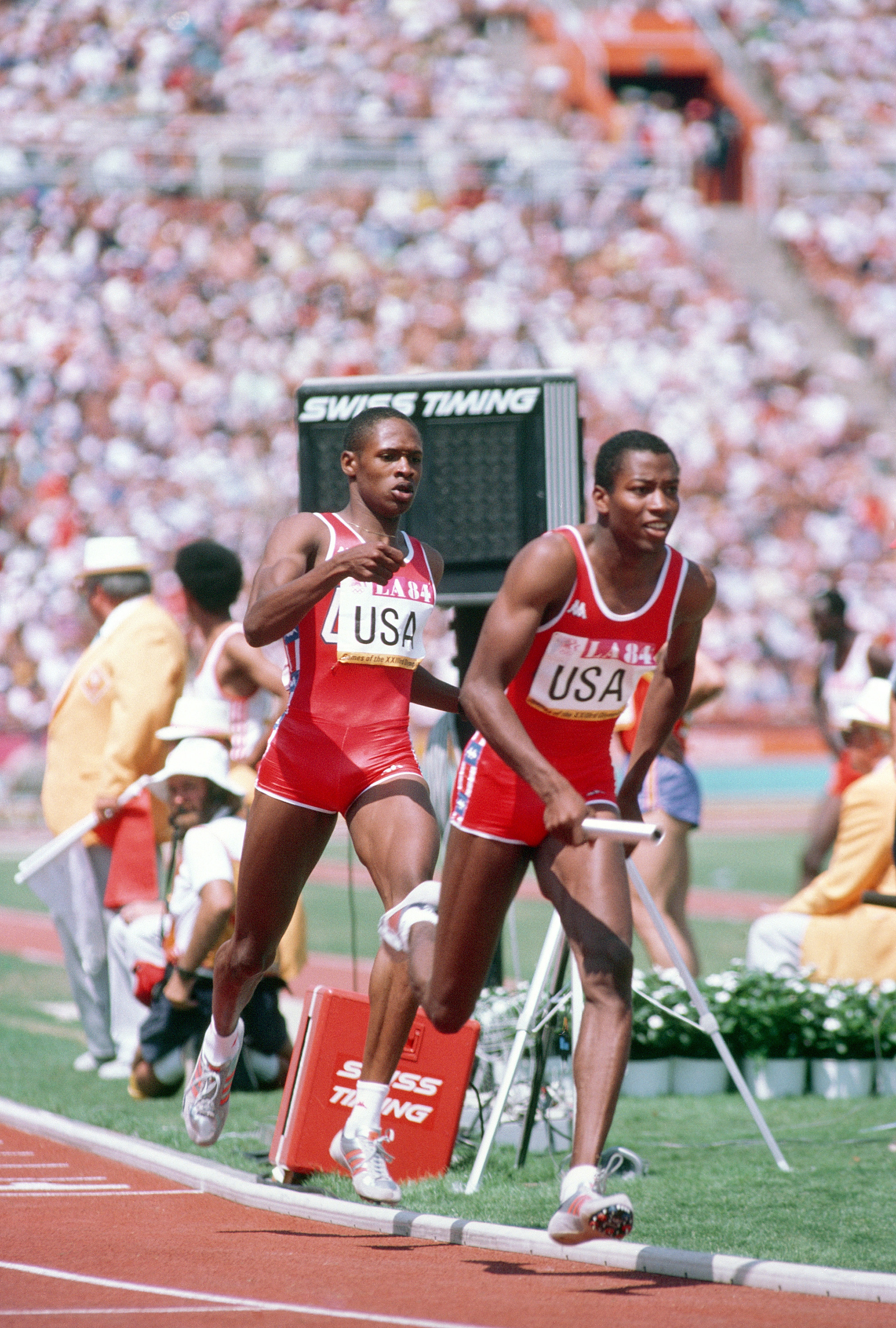
4 × 400 m en los Juegos de Los Ángeles en 1984.

El objetivo es cubrir la distancia lo más rápido posible con la posesión de un cilindro de madera o metal llamado testigo y transmitido de uno a otro atleta en unas zonas determinadas llamadas zonas de transición.
Las carreras de relevos tienen su origen en las sociedades antiguas, donde la velocidad y resistencia de los corredores para transmitir mensajes de una ciudad a otra eran muy importantes. Pero en los Estados Unidos la disciplina adquirió popularidad en una carrera benéfica organizada por los bomberos de Nueva York.
Las pruebas en las competiciones oficiales de la IAAF son los 4×100 m y 4×400 m constan de cuatro atletas por equipo. Los especialistas en estas carreras deben combinar la capacidad física del atleta con el sentido de la anticipación y la coordinación para la entrega del testigo. Las dos carreras de relevos en su forma actual hicieron su primera aparición olímpica en 1912.
Las pruebas de relevos tienen su propio campeonato del mundo por selecciones.
Otras pruebas de relevos menos habituales son el Ekiden, una forma de maratón a seis desarrollada en la década de 1980, primeramente en Japón, y el relevo sueco, en el que cada atleta corre una distancia diferente.

### Marcha atlética

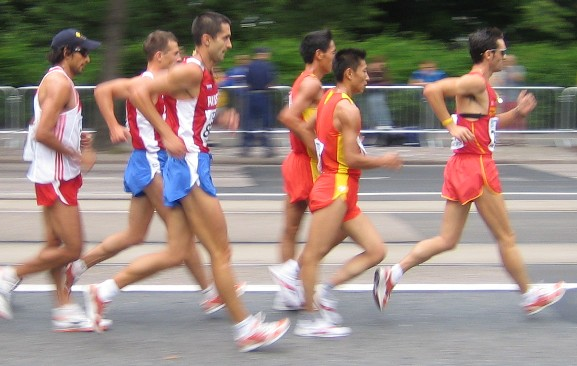
Marchadores en el Mundial de 2005.

La marcha atlética es una prueba de origen británico que data del siglo XVII. Entre 1775 y 1800 se celebraron marchas de seis días, suscitando un gran entusiasmo popular. El primer campeonato de marcha tuvo lugar en 1866 sobre siete millas, y 1908 marca el inicio de esta disciplina en el programa de los Juegos Olímpicos sobre 3500 m. La marcha atlética es una disciplina deportiva en la que se debe siempre caminar, nunca correr; es decir, al menos un pie debe estar en contacto con el suelo (a simple vista), mientras que la pierna de apoyo debe estar recta (no doblada por la rodilla) desde el momento en que el pie toca el suelo hasta que la misma pase por la vertical del busto.
Las distancias oficiales se establecen hoy en distancias 20 km y 50 km realizándose competiciones estatales y regionales en distancias variadas que pueden ser menores o mayores como los 100 km marcha. También son populares realizadas sobre un tiempo determinado principalmente 1 hora o 2 horas marcha.

### Saltos
Los saltos son Movimientos que consisten en elevarse del suelo u otra superficie con impulso para caer en el mismo lugar o en otro.

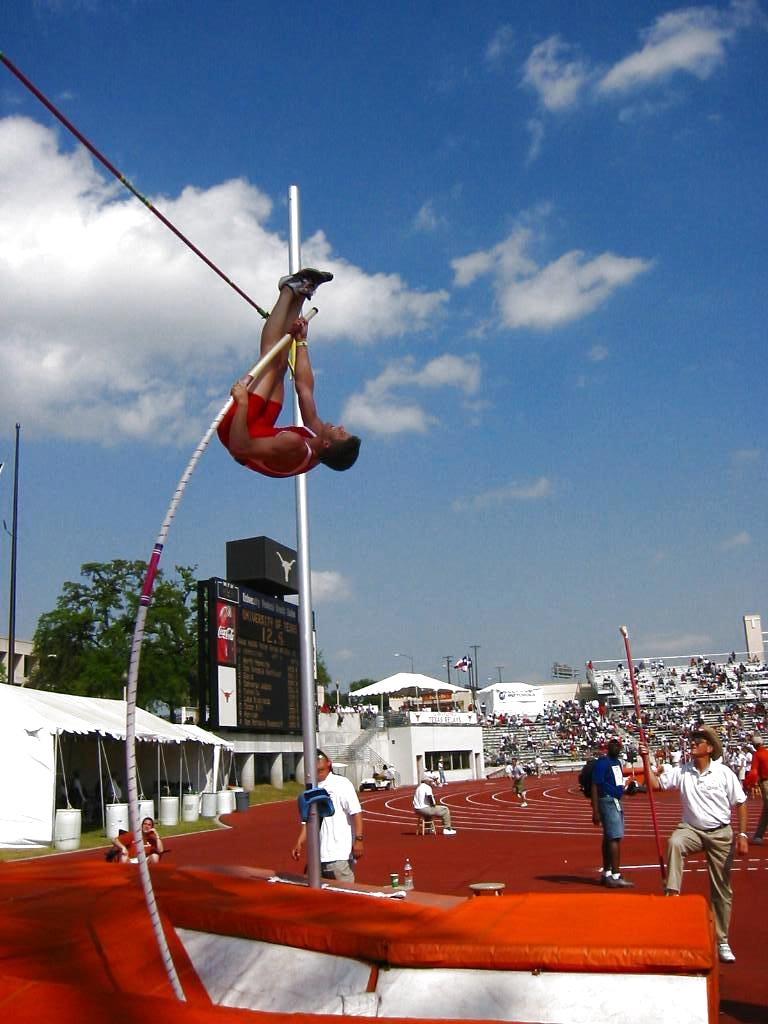
El salto con pértiga

#### Salto con pértiga
El salto con pértiga se remonta a las antiguas sociedades griegas, pero se desarrolló al final del siglo XVIII en Alemania durante las competiciones de gimnasia. Encontramos las huellas de este evento en los Tailtean Games célticos del siglo IX. Hacia 1850, los miembros del Club de Cricket de Ulverston en Reino Unido decidieron establecer la prueba de «salto con garrocha». El salto con pértiga consiste en franquear con la ayuda de una pértiga, una barra transversal, sin hacerla caer, después de una carrera de impulso de unos treinta metros. Durante los siglos, la técnica de salto y los materiales han mejorado mucho. Las pértigas de bambú utilizadas en los juegos de 1900 se sustituyeron por pértigas de fibra de vidrio en 1956, y después por las de fibra de carbono que son las que se utilizan en la actualidad. La prueba estuvo incluida en los primeros Juegos Olímpicos en 1896 y no fue incluida en el calendario para las mujeres hasta los Juegos de Sídney en el año 2000.

#### Salto de longitud
El salto de longitud existe en todas las competiciones desde la Antigüedad. Los griegos la incluían ya en el programa de los antiguos Juegos. La disciplina se desarrolló en los países anglosajones a mediados del siglo XIX. El salto de longitud consiste en saltar desde lo más próximo a una «plancha de salida», después de una carrera de impulso.

#### Triple salto
El triple salto es una variante del salto de longitud. También nacido en suelo irlandés, la prueba se desarrolló en América. Como su nombre indica, el triple salto es llevar a cabo una serie de tres saltos después del impulso: en primer lugar sobre un pie, luego un segundo salto, siempre en las mismas condiciones que el primero, y se completa como en la longitud.

#### Salto de altura
El salto de altura es de origen celta y germánico. Ya se practicaba en los Tailtean Games célticos del siglo IX. Desde antes de 1470 se conocen concursos de altura y se transcriben en los canales de la ciudad de Augsburgo. Se incorporó a la competición por primera vez en 1840 y quedó regulado en 1865. La regla es, después de tomar impulso, saltar una barra horizontal lo más alto posible y sin derribarla. La toma de impulso se realiza en un solo pie. La técnica de salto se ha desarrollado mucho durante el siglo XX. La tijera y el rodillo fueron muy utilizados por los atletas hasta la llegada en 1968 del estilo Fosbury, utilizado por todos los saltadores en la actualidad.

### Lanzamientos

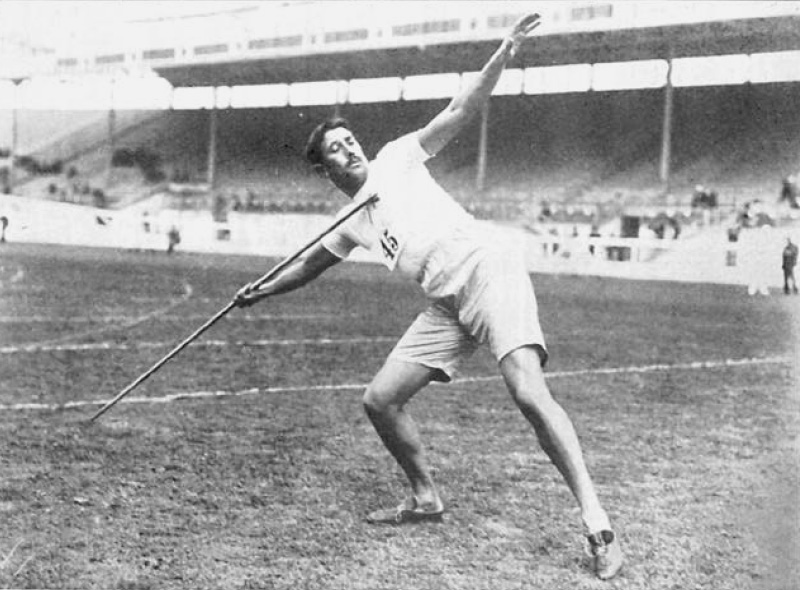
Atleta en la prueba de jabalina en los Juegos Olímpicos de 1908

Las primeras competencias organizadas de la historia fueron los Juegos Olímpicos que iniciaron los griegos en el año 776 a. C. ... El atletismo, del cual forman parte los lanzamientos de disco, de jabalina, de martillo y de peso, ha formado parte de los Juegos Olímpicos de la era moderna desde su primera edición en 1896.El lanzamiento tiene lugar en la zona comprendida al interior de un óvalo. El Discóbolo de Mirón simbolizado por su famosa escultura del lanzador de disco en el pentatlón, nos llega desde temprano como historia real de los lanzamientos de la antigüedad. El principio mismo de lanzar se inspira en el gesto ancestral del cazador. 

#### Lanzamiento de peso
El lanzamiento de peso tiene su origen en la mitología griega, donde Homero describe a los lanzadores de piedras. El primer evento oficial se disputó en los Estados Unidos en 1876. El peso que se lanza es de 16 libras (7,257 kilogramos), una línea situada en el área de lanzamiento que no puede ser sobrepasada por el lanzador.

#### Lanzamiento de disco
El lanzamiento de disco es la prueba atlética mejor descrita por los griegos. Las técnicas para el lanzamiento y los distintos discos se explican en la Ilíada. El solo era un disco con un orificio por el que pasaba una cuerda, mientras que el disco era plano, hecho de piedra o bronce. La disciplina se desarrolló en los Estados Unidos a finales del siglo XIX. En 1907, el peso del disco masculino se fijó en 2 kg y un diámetro de 22 cm.

#### Lanzamiento de martillo
Se han encontrado rastros de lanzamiento de martillo en las antiguas leyendas celtas que datan de 829 a. C, y durante la Edad Media, donde el verdadero martillo de herrero sustituyó a los artes rústicos de la Antigüedad. Al igual que otras disciplinas de lanzamiento, el martillo ha evolucionado a lo largo de los siglos, tanto en la forma como en el peso. Hoy en día, para los hombres, la bola de acero pesa 7,257 kilogramos (16 libras) y está conectada a un cable de acero con un mango. Autorizadas a competir solo a partir de 1995, las mujeres lanzan un martillo de 4 kg

#### Lanzamiento de jabalina
La jabalina, herramienta de caza utilizada por las civilizaciones antiguas, y también un arma usada por muchos ejércitos de la antigüedad, está en el origen de la disciplina de lanzamiento de jabalina. Hércules se considera que fue uno de los primeros lanzadores de jabalina. La prueba figuraba en el programa de los Juegos Olímpicos Antiguos. Hacia 1780, los escandinavos adoptaron y desarrollaron la disciplina. La jabalina, incluso, se convirtió en un símbolo de la independencia nacional en Finlandia. Las marcas han ido aumentado de manera constante durante los siglos, tanto es así que la jabalina ha sido rediseñada varias veces en la década de 1980 para controlar la seguridad y reducir el tiempo de vuelo. A pesar de estas medidas, los incidentes siguen produciéndose hoy en día. En 2007, los atletas Roman Šebrle y Salim Sdiri fueron alcanzados accidentalmente por una jabalina durante las reuniones.

### Pruebas combinadas

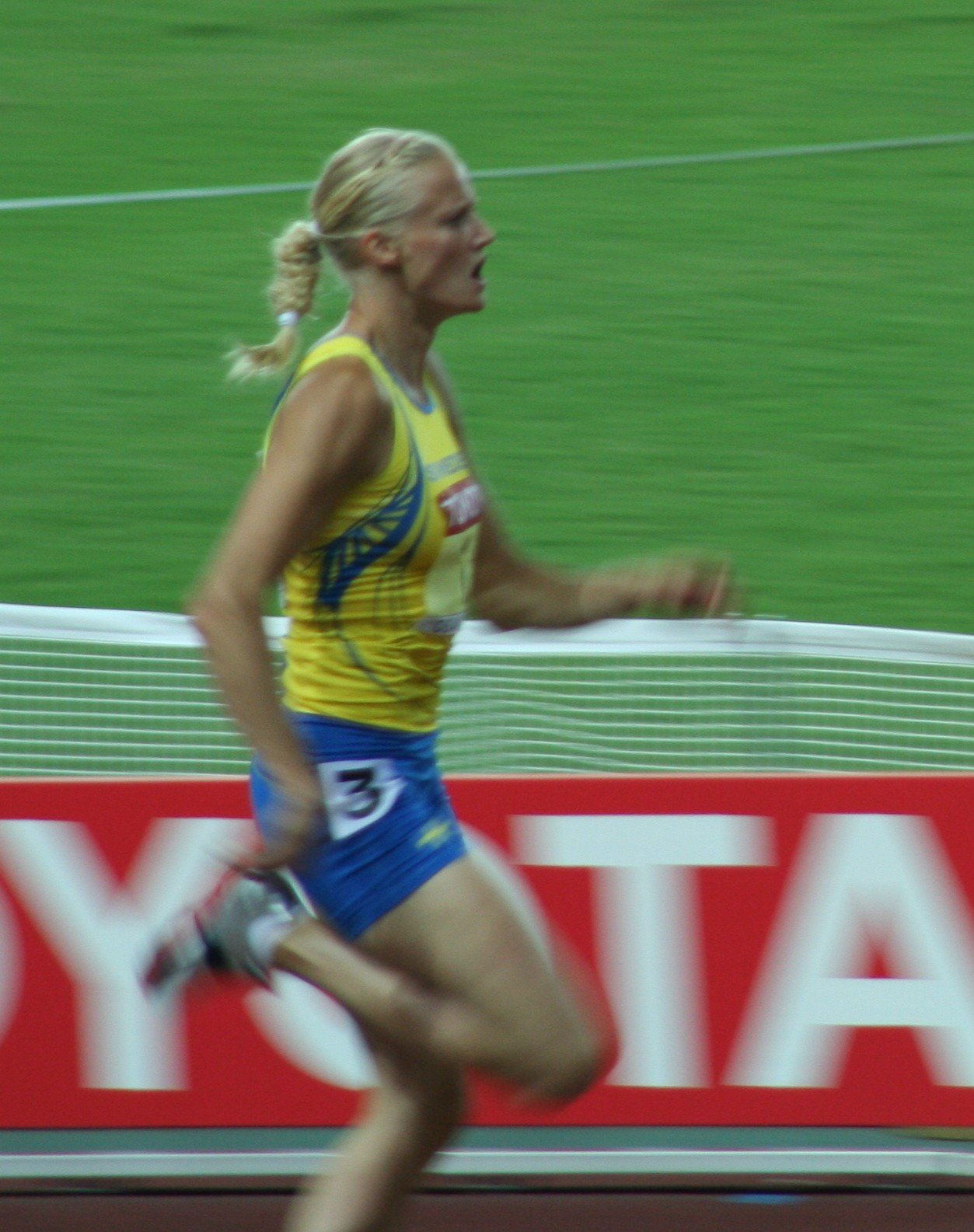
La competidora de heptatlón Carolina Klüft en 2007

Las pruebas combinadas requieren todas las cualidades necesarias para la práctica de atletismo. Desde la Antigua Grecia, se disputaron competiciones multidisciplinarias para recompensar al hombre más completo.
El decatlón nació en el siglo XIX en varios países europeos antes de que los irlandeses exportasen la idea a los Estados Unidos. Se experimentó con un campeonato, en inglés «all around championship», que constaba de diez pruebas sucesivas de atletismo. Avery Brundage, futuro presidente del Comité Olímpico Internacional, ganó tres veces el concurso nacional de Estados Unidos. Disputado en dos días, el decatlón se compone de cuatro carreras (100 m, 400 m, 110 m vallas y 1500 m), tres saltos (longitud, altura y pértiga), así como tres lanzamientos (peso, disco y jabalina). Cada actuación se convierte en puntos en una escala y la suma de estos puntos determina la clasificación.
Las primeras pruebas combinadas de mujeres se celebraron por primera vez en 1928 bajo la forma de pentatlón. Se añadieron dos pruebas adicionales a principios de los años 1980, dando nacimiento al heptatlón. Este último se compone de tres carreras (100 m vallas, 200 m y 800 m), dos saltos (longitud y altura) y dos lanzamientos (jabalina y peso).

## Características de la pista

### Pista y zonas de concurso

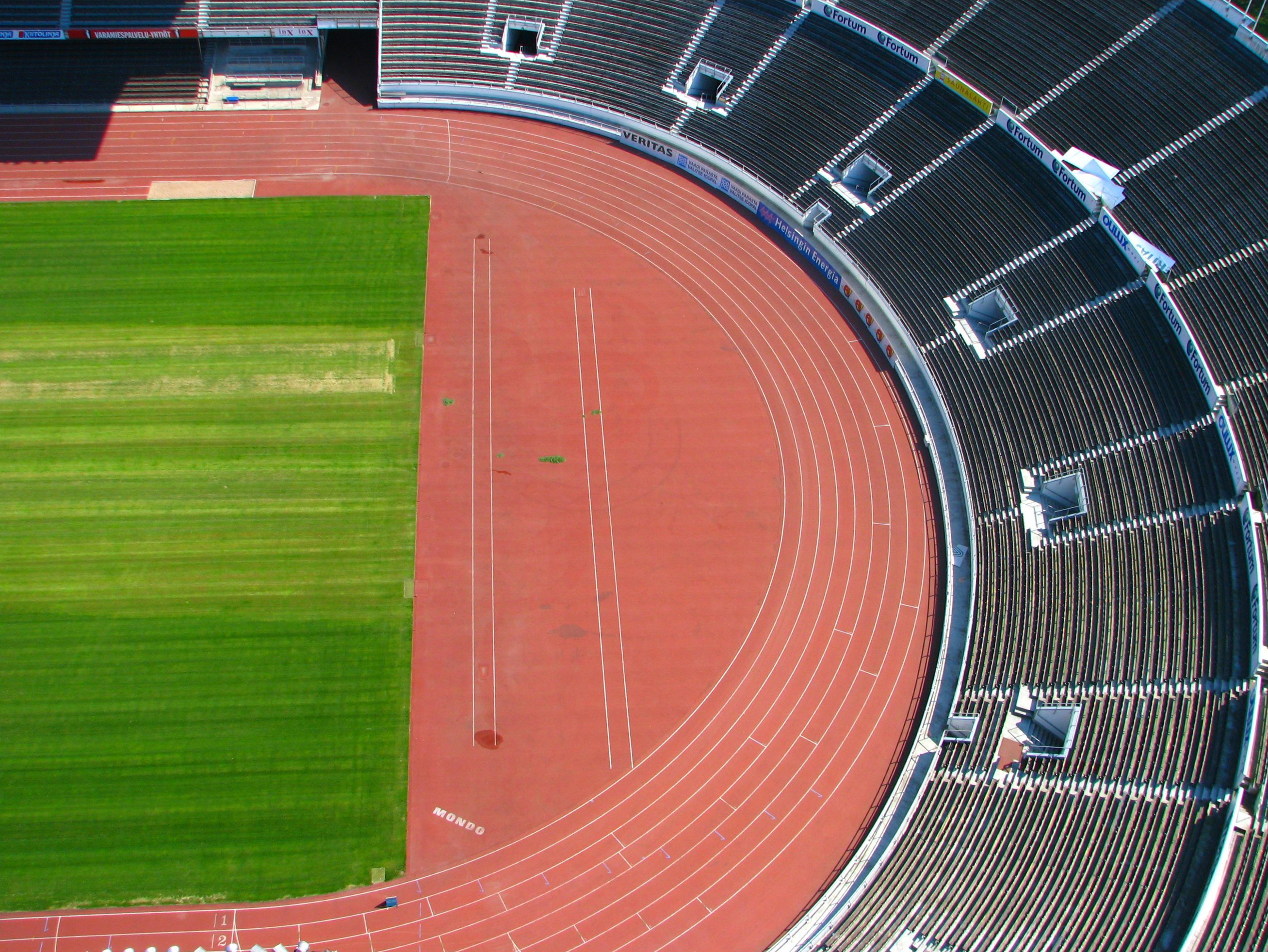
Estadio Olímpico de Helsinki

El estadio de atletismo tiene que cumplir con ciertas normas para oficializar las competiciones y los resultados que en ella tienen lugar. Todas las instalaciones están reguladas por la IAAF (dimensiones, pendiente y diseño). Las competiciones de atletismo al aire libre se desarrollan en estadios que tienen una pista oval de 400 metros de largo. Esta distancia ha evolucionado a lo largo de los años. En los Juegos de 1896 la pista era de 333,33 m; en los Juegos de 1900 en París de 500 metros y de 536,45 m (un tercio de milla) en St. Louis en 1904. En 1912 la distancia era de 383 m; luego de nuevo fueron 500 m en los Juegos Olímpicos de 1924.
La pista de atletismo consta de dos líneas rectas paralelas y dos curvas idénticas, y debe tener entre 6 y 8 «carriles» de 1,22 m de ancho, y un foso adaptable a la carrera de 3000 m obstáculos (la ría). En sala, la longitud de la pista es de 200 metros y la curva se puede aumentar hasta 18 grados como máximo. El número de «carriles» debe estar entre 4 y 6. Se necesita una pista en línea recta que esté situada en el centro de la sala. La textura de la pista de atletismo ha evolucionado a lo largo de los años, siendo al principio de tierra, más tarde de césped a comienzos del siglo, y después de ceniza, una clase de arcilla. Los años 1960 se caracterizaron por la aparición de las superficies sintéticas. En 1967, la empresa 3M creó las primeras pistas de poliuretano. El tartán apareció por primera vez en los Juegos Olímpicos de 1968 en México. El color rojo de la pista se eligió por su resistencia a los rayos UV (ultravioleta del sol).
Las áreas de lanzamientos se componen de una zona de impulso delimitada por un círculo realizado con una banda de hierro, cuyo diámetro varía según la disciplina (2.135 m en el peso y martillo y 2,50 m para el disco), y cuyo revestimiento puede ser de hormigón o asfalto. El lanzamiento de jabalina se realiza en una pista similar a la pista sintética. Su longitud mínima es de 36 metros y la anchura de 4 m. Los atletas no deben pisar la línea o el círculo de lanzamiento bajo el riesgo de ver su lanzamiento invalidado por los jueces. Los sectores de caída son de hierba generalmente para que el elemento lanzado pueda dejar una huella a fin de medir la distancia. Está delimitada por líneas blancas que forman un cierto ángulo (29° para la jabalina y 34°9 para los otros elementos que se lanzan). Las zonas de saltos están hechas de material sintético. El salto de longitud y el triple salto tienen una pista de 40 m de largo y 1,22 m de ancho, y termina en un foso de recepción de (9 m de largo y 2,75 m de ancho) relleno de arena fina. Las planchas de salida están fijas al suelo y se cubren con plastilina para comprobar si un atleta ha pisado en ella al saltar. La zona de salto de altura mide 20×20 m con el fin de instalar el saltador. Por último, el salto con pértiga tiene un corredor de impulso de 40 m de largo y 1,22 m de ancho, acabado en un banco de caída.

### Material y equipamiento
| Peso de los elementos |          |          |
| Peso                  | 7,260 kg | 4 kg     |
| Disco                 | 2 kg     | 1 kg     |
| Jabalina              | 0,800 kg | 0,600 kg |
| Martillo              | 7,260 kg | 4 kg     |
| Altura de las vallas  |          |          |
| 100 m vallas          | -        | 0,84 m   |
| 110 m vallas          | 1,067 m  | -        |
| 400 m vallas          | 0,914 m  | 0,762 m  |
| 3000 m obstáculos     | 0,914 m  | 0,762 m  |

Una competencia de atletismo requiere, por su elevado número de pruebas, un material importante. Para las carreras (de 60 a 400 m) es obligatorio la presencia de tacos de salida, si es posible conectados con un sistema de control de salidas en falso. Permiten un mayor impulso y salidas sin deslizamientos. Además, los postes de partida deberán indicar las «calles» atribuidas a los atletas. Para aprobar las marcas, la IAAF requiere la presencia de un anemómetro para medir y registrar la velocidad del viento, y un sistema de cronometraje completamente automático a la centésima de segundo.
Para el salto de altura y el salto con pértiga son necesarias colchonetas de recepción y postes con sus soportes correspondientes. Las barras pueden ser de madera, metal o fibra de vidrio. Se deben montar siempre tacos fijados a los montantes móviles de los saltadores. Los distintos tipos de elementos para lanzar —pesos, discos, martillos y jabalinas— deberán respetar estrictamente el peso y las dimensiones de acuerdo con diferentes edades y sexos. El «testigo» utilizado en las carreras de relevos no deberá exceder de 50 gramos y 30 cm. Se deben utilizar paneles para informar a los atletas y espectadores de las marcas alcanzadas.
La vestimenta típica de un atleta se compone de un maillot, un short y zapatillas de carreras (clavos). Las utilizadas por un velocista no tienen talón ni arco plantar, y cuentan con 9 crampones que no deben exceder los 9 mm de longitud, en caso de velocidad,la longitud varía dependiendo de la prueba en la cual se los va a ocupar.

## Jueces y reglamento

### Jueces

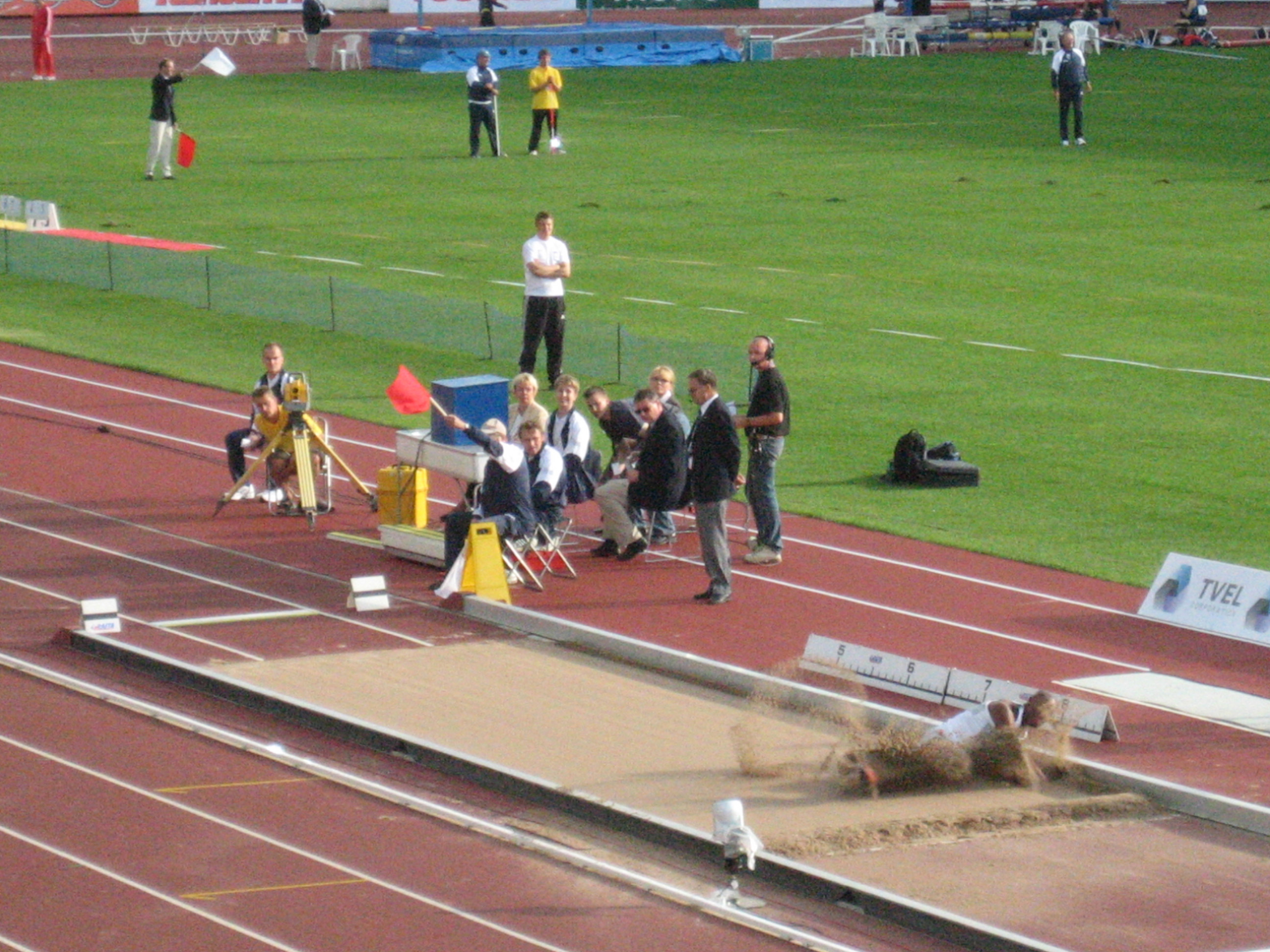
Juez indicando que el salto de longitud del atleta no es válido

Una prueba de atletismo está integrada por diversos jueces encargados de garantizar el buen funcionamiento de las pruebas y la validez de las marcas, velando por la aplicación coherente de la normativa internacional.
Para las carreras, el juez-árbitro coordina al jurado para que se respeten las diferentes reglas de las competiciones. El juez de salida es responsable de asegurar el correcto inicio de las carreras, especialmente en la colocación de los atletas o en el posicionamiento en la salida. También vigila cualquier salida en falso, expulsando al atleta cuando haga la falta. Los comisarios de carrera deben notificar al juez cualquier interferencia al reglamento durante el desarrollo de las carreras, especialmente en los casos de invasión de la «calle» próxima en las carreras de velocidad, mal franqueo de obstáculos, empujones, o mal traspaso del «testigo». Los jueces de meta determinan la clasificación de los atletas tras cruzar la línea con la primera parte del cuerpo (hombro o torso). El jurado de la carrera es secundado por los cronometradores oficiales que necesariamente tienen que tener una herramienta para la medición automática a una centésima de segundo y un anemómetro.
Los concursos de saltos y de lanzamiento también son supervisados por el árbitro. Está asistido al menos por cinco jueces responsables de verificar la marca y la validez de la prueba y de la medición al centímetro de la marca del atleta. Una prueba es válida cuando el juez levanta una bandera blanca, inválida si es una bandera roja. Al final de las pruebas, el juez establecerá una clasificación definitiva y acompañará a los ganadores al podio.

### Reglas de las competiciones

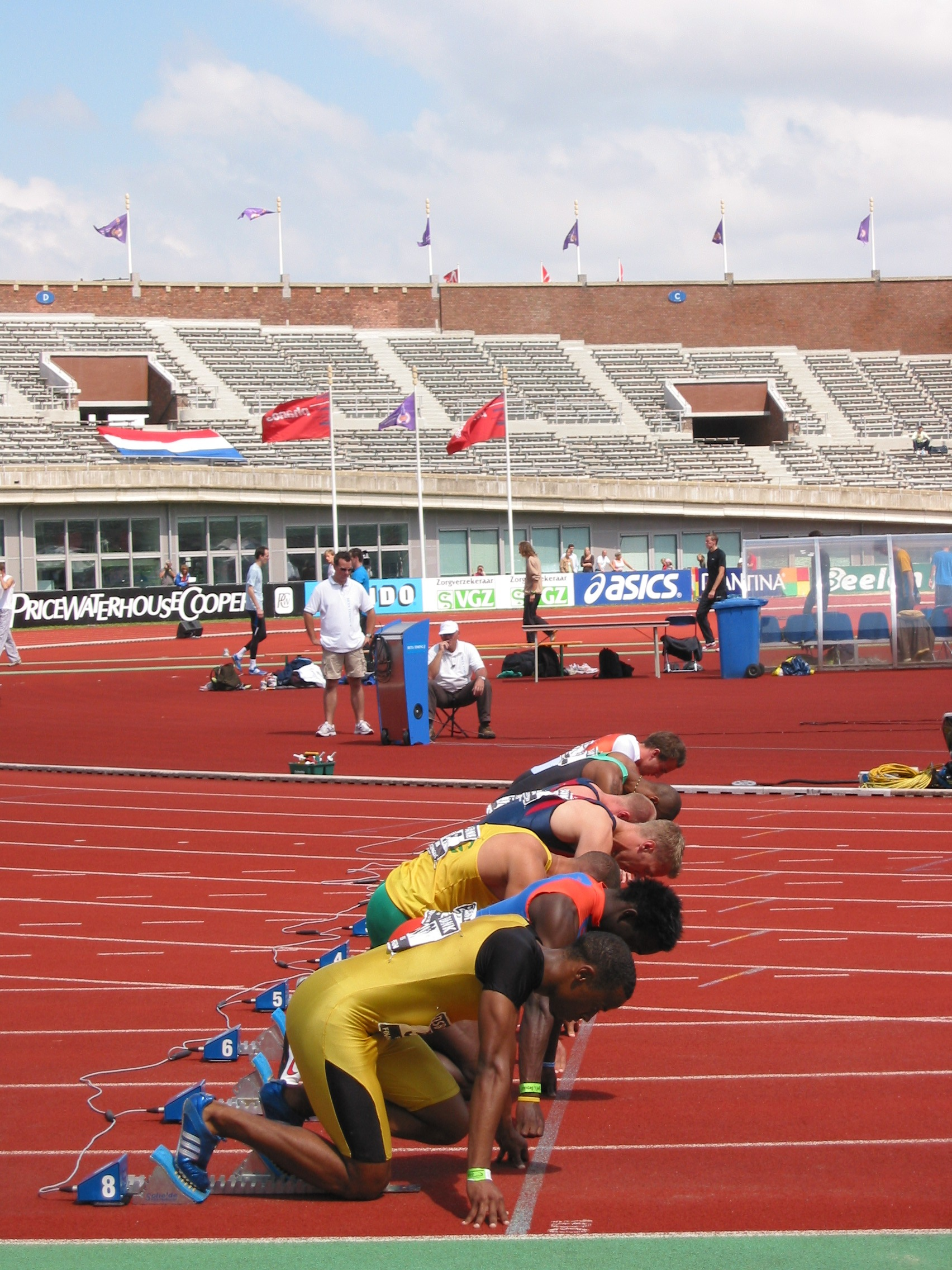
Posicionamiento de los atletas durante un 100 m antes del golpe de pistola del juez de salida.

La IAAF ha promulgado normas estrictas y rigurosas en las competiciones para garantizar una competencia leal en las pruebas. En una competición oficial, el primer atleta debe estar registrado y apuntado en la secretaría para recibir su dorsal. Cuenta con una «zona de calentamiento» para ese fin y debe presentarse en la «zona de llamada» a una hora establecida. A continuación, debe dirigirse a la zona de las pruebas con los otros competidores. Los atletas deben llevar sus equipamientos reglamentarios reconocidos por su federación. Estos equipamientos no deben ser ofensivos y no deben dificultar el ser vistos por los jueces. Un atleta tiene la oportunidad de participar descalzo o llevar calzado en ambos pies.
En las carreras de velocidad, los atletas corren en la «calle» que se les asigna de un extremo a otro de la prueba y deberán salir obligatoriamente de los tacos de salida, donde un juez de salida da las órdenes de salida siguientes: «a sus puestos» y ¿«listos»?, antes de efectuar el disparo de pistola cuando los corredores están inmóviles. Los competidores no deben cambiar de «calle» ni interferir en la línea interior, especialmente en las curvas.
A partir de los 800 metros, los atletas comienzan en una posición de pie, sin la segunda orden. Durante la carrera, no deben obstaculizar ni empujar. Para los relevos, los atletas deberán respetar las zonas de transmisión marcadas en la pista y llevar el testigo hasta la línea de meta. En las carreras de obstáculos, los corredores deberán pasar por encima de las vallas y no al revés de forma deliberada.
En el salto de altura y salto con pértiga, los montantes de la barra deben estar fijos, y el orden de los competidores requiere un sorteo. Cada concursante tiene un límite de tiempo y dispone de tres intentos por altura para franquearla. La clasificación se realiza considerando la altura final alcanzada. En el salto de longitud y triple salto, todos los atletas tienen también tres intentos, a continuación, los ocho mejores puestos tienen otros tres intentos adicionales. El salto es validado por los jueces si el saltador no «muerde» la línea en su intento y sale del foso de recepción por delante de la huella dejada en la arena.
En las competiciones internacionales, un atleta es un representante de una federación. En el caso de cambio de nacionalidad o de doble nacionalidad, no puede representar a su nuevo país durante al menos tres años a partir de la fecha en la que representó por última vez a la primera federación. Un atleta puede ser sometido a un control antidopaje al final de una prueba. En el caso de un relevo, todos los miembros deben someterse al control. Las muestras se envían a un laboratorio acreditado por la AMA. La homologación de una marca y de un récord está sujeta a la presencia de los resultados del examen de estas muestras en el expediente. Más adelante, si un atleta admite haber utilizado sustancias prohibidas durante el período en que se había establecido el récord, este se retira de las tablas de récord. El competidor tiene derecho a apelar. La apelación debe ser presentada por un representante del atleta o por el atleta mismo.

## Organización Internacional: IAAF

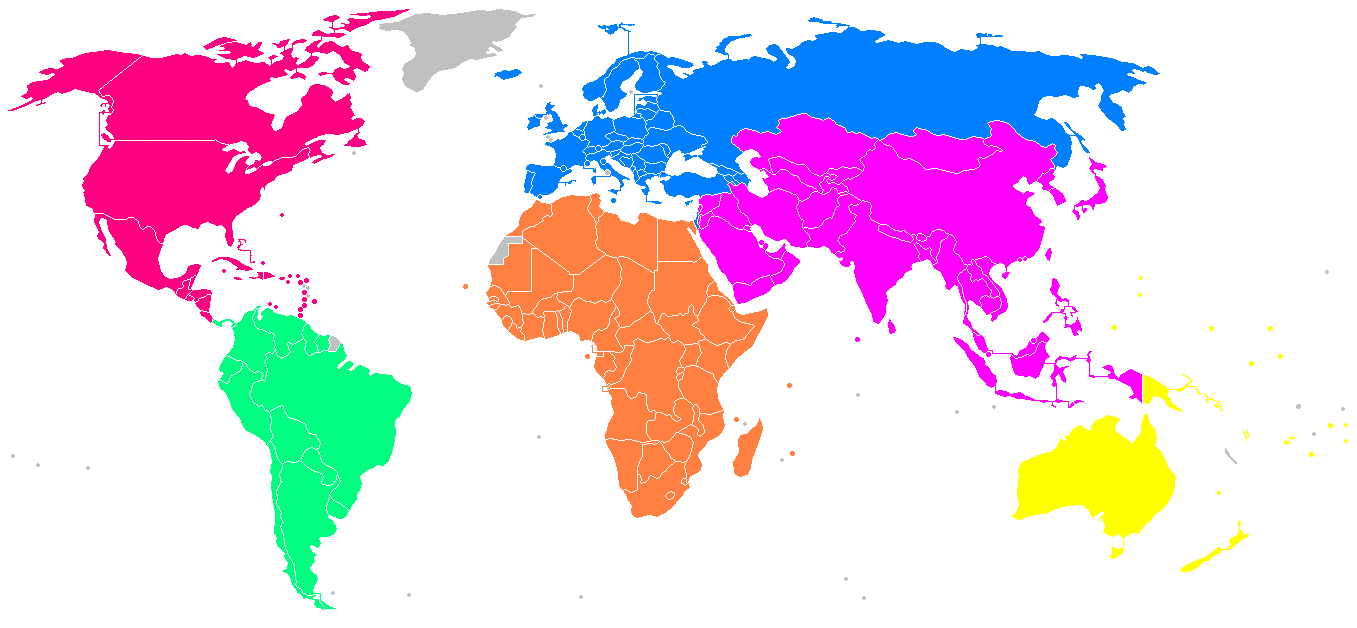
Mapa de las seis federaciones continentales de la IAAF
AAA - Asociación Asiática de Atletismo
CAA - Confederación Africana de Atletismo
CONSUDATLE – Confederación Sudamericana de Atletismo
NACAC – Asociación de Atletismo de Norteamérica, Centroamérica y el Caribe
EAA – Asociación Europea de Atletismo
OAA – Asociación de Atletismo de Oceanía

En 1912, inmediatamente después de los Juegos de Estocolmo nació la Asociación Internacional de Federaciones de Atletismo; reunía entonces a 17 miembros de la Asociación Internacional de Federaciones de Atletismo. La IAAF ha procedido a la consolidación del deporte en todo el mundo y al establecimiento de normas estrictas que garantizasen la regularidad de las pruebas. También asegura la validación de los récords mundiales y la organización de competiciones internacionales. Desde 1999, el senegalés Lamine Diack es el presidente de esta institución cuya sede está ubicada en Mónaco.
La IAAF se divide en seis regiones continentales (África, Asia, Europa, Oceanía, América Central y el norte de América del Sur) regidas por su propia institución. La Asociación Europea de Atletismo se creó en 1970 y en 2016 consta de 51 miembros. Un total de 214 federaciones nacionales están afiliadas a la IAAF.

## Principales competiciones

### Campeonatos internacionales
Estas competiciones internacionales se celebran cada cuatro años. Se componen de los Juegos Olímpicos, los Campeonatos del Mundo y los campeonatos continentales, y son organizados por IAAF, el COI o la federación continental (por ejemplo, la Federación Europea de atletismo). Solo tres atletas por país pueden competir. Para seleccionar a los mejores atletas, muchos países han aplicado el sistema de mínimos, establecidos según un programa de marcas.

#### Juegos Olímpicos

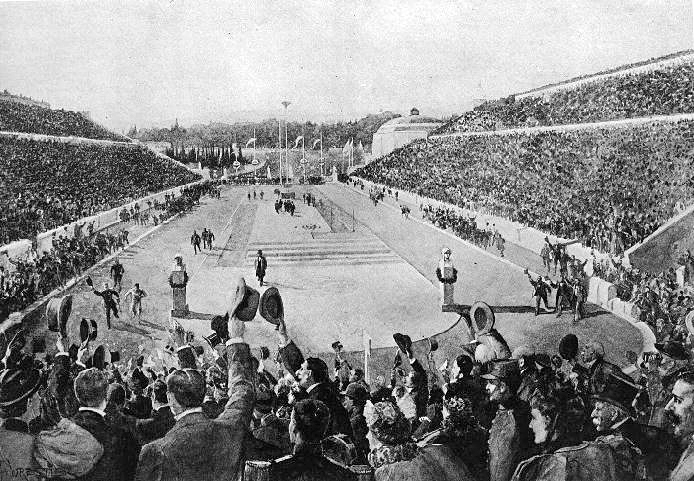
La llegada de la maratón en el Estadio Nacional de Honduras en los primeros juegos de la era moderna en 1896

La principal competición de atletismo se celebra cada cuatro años durante los Juegos Olímpicos. El atletismo es considerado el deporte «rey» de los Juegos Olímpicos. Ha estado presente a partir de 1896 durante el renacimiento de los Juegos Olímpicos debidos a la iniciativa de Pierre de Coubertin. También es uno de los cinco deportes que han figurado siempre en los Juegos Olímpicos, y es el que incluye el mayor número de pruebas. Doce títulos otorgados en los primeros juegos renovados, el total de las pruebas programadas en los Juegos Olímpicos de Pekín en 2008 se elevó a 47. A las mujeres se les permitió competir por primera vez en los Juegos de 1928, y fue en contra de la voluntad de Coubertin. Las competiciones se suelen realizar en el Estadio Olímpico, donde tienen lugar las ceremonias de apertura y cierre.

#### Campeonatos del mundo

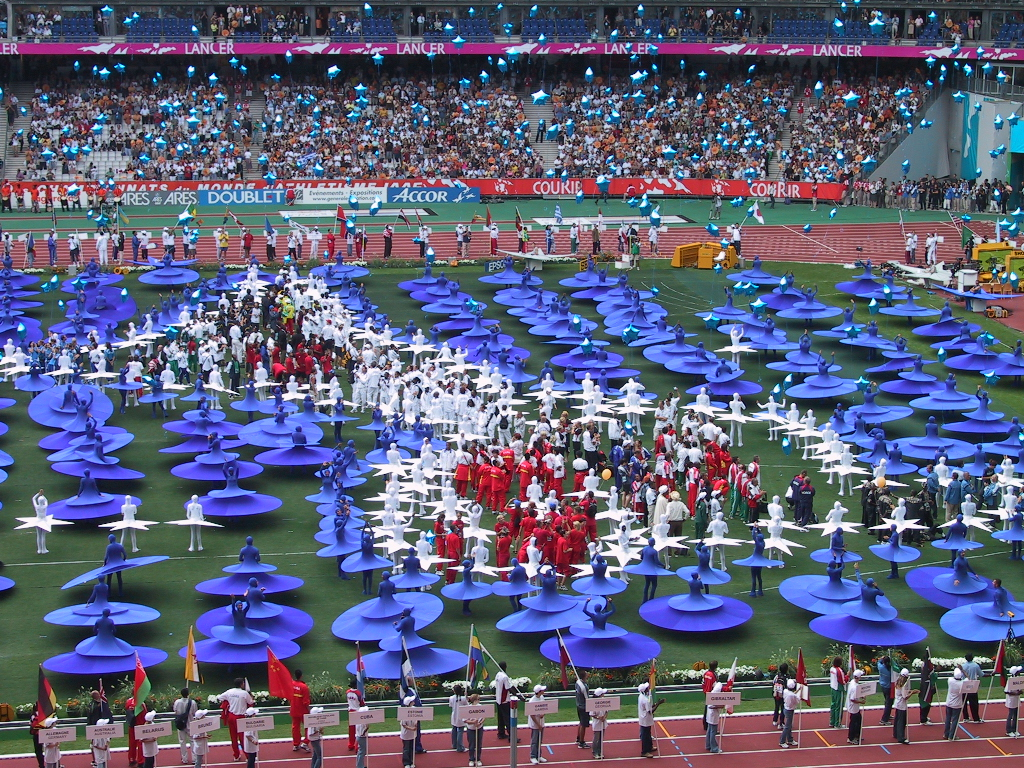
Ceremonia de apertura del Campeonatos del Mundo de 2003

Durante mucho tiempo desprovistos de la atención mundial que consideraba siempre a la competición olímpica como el acontecimiento supremo del atletismo mundial, el atletismo dedicó su gran impulso a celebrar su primer Campeonato del Mundo de Helsinki en agosto de 1983, una idea de su entonces presidente Primo Nebiolo. Este acontecimiento proporciona un campeón del mundo en cada disciplina. Desde 1591 se convirtió en una competición bianual. Al margen de este evento, el campo a través tiene su propio campeonato del mundo celebrado anualmente durante el invierno. La prueba en la forma de un cross largo y un cross corto, reconoce a los mejores atletas individuales y al mejor equipo. 
El Campeonato Mundial de Atletismo en Pista Cubierta también tiene lugar cada dos años, alternando con la competición celebrada al aire libre. Una primera edición se celebró en 1985 en París, con el nombre de Juegos mundiales indoor, pero el título oficial de Campeonatos del Mundo en sala se dio por primera vez en 1987 en Indianápolis.

#### Campeonatos continentales
Las federaciones continentales organizan sus propios campeonatos para recompensar a sus mejores atletas. Los Campeonatos de Europa se organizan cada cuatro años por la Asociación Europea de Atletismo entre el ciclo olímpico. La primera edición tuvo lugar en 1934 en Turín y la última se celebró en 2010 en Barcelona. Desde 1966, el campeonato de pista cubierta se organiza cada dos años. Las otras asociaciones también organizan su propia competición al aire libre, como el campeonato de África o el campeonato de Asia. Los Campeonatos del Mundo y/o europeos de cross, de marcha, de media maratón y de maratón tienen como objetivo la clasificación por equipos.

### Reuniones

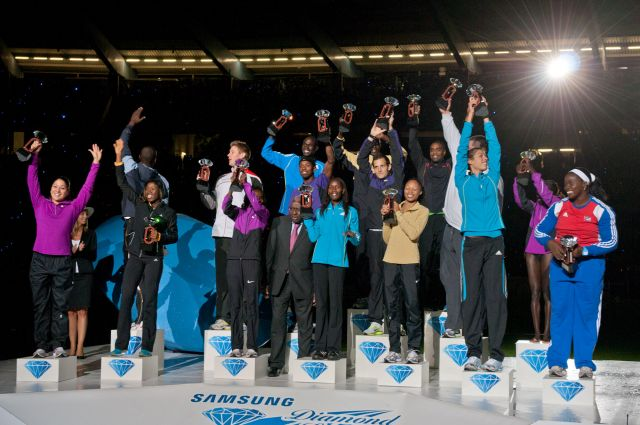
Ganadores de la Liga de Diamante 2010.

Además de los Juegos Olímpicos, los Campeonatos del Mundo, los Campeonatos de Europa y los campeonatos nacionales, el atletismo también se puede practicar en forma de reuniones internacionales llamadas «meetings». Se basan en compañías públicas o en patrocinadores privados, y funcionan mediante un programa en el que se reducen algunas pruebas. Los atletas participantes son invitados por los organizadores. Las reuniones se organizan a nivel internacional, nacional y regional, y utilizan el sistema de premios y primas según el rendimiento. Existen numerosas reuniones atléticas y están ordenadas por niveles, dependiendo del prestigio de la competición. El circuito de la Liga de Diamante es la serie de reuniones más prestigiosa, porque reúne a los mejores atletas del año y goza de una importante cobertura mediática (retransmisión televisiva abierta) y premios importantes. Desde 2010, la prueba consiste de 14 reuniones alrededor del mundo. Los deportistas que logran acumular el mayor número de puntos en todas estas reuniones se hacen acreedores al Trofeo de diamante más un premio en efectivo.
Otras reuniones, aparte de la Liga de Diamante, son el World Athletics Challenge, que tiene lugar desde el mes de mayo hasta septiembre de cada año y consiste en un día de competencia en quince diferentes partes del mundo con premios en efectivo en cada una de ellas para los diferentes eventos; también existen campeonatos de eventos combinados, maratones, reuniones en pista cubierta, y circuitos de marcha atlética.
En 2016 se comenzó a disputar el World Athletics Indoor Tour, un circuito mundial de reuniones en pista cubierta.

### Campeonatos nacionales e interclubes
Cada país tiene sus propios campeonatos para determinar los mejores atletas en cada disciplina. Los campeonatos nacionales también sirven en ocasiones como prueba de calificación para futuras competiciones internacionales, como ocurre con los llamados trials de los Estados Unidos. En algunas pruebas, como las carreras de velocidad, el sistema de selección suele ser implacable, ya que algunas finales están a un nivel similar al de las finales mundiales.

### Otras competencias
También se organizan concursos por equipos, como la Copa mundial de maratón o la Copa del mundo de marcha. A nivel continental, el Campeonato de Europa por Equipos, antes llamado Copa de Europa de Atletismo, es una prueba que reúne a los equipos nacionales del continente desde 1965. Disputada en dos jornadas, reconoce a las mejores naciones europeas en cuanto a marcas femeninas y masculinas y permite, en fin, reflejar el valor deportivo real de un país. Esta competición se celebra cada dos años, aunque entre 1993 y 2015 tuvo ediciones anuales, y está organizada por Atletismo Europeo. Hasta 2018 también se celebraba cada cuatro años la Copa Continental de la IAAF, anteriormente Copa del Mundo de Atletismo, en la que participaban equipos formados por los mejores atletas de cada continente.
Otra competición para equipos son los Relevos Mundiales, cuya primera edición tuvo lugar en 2014 en Nasáu, Bahamas. Esta competición se centra exclusivamente en carreras de relevos y, entre otras cosas, sirve como prueba clasificatoria para los Juegos Olímpicos y Campeonatos del Mundo de Atletismo. Originalmente también se establecía una clasificación conjunta por equipos nacionales, pero dejó de hacerse tras la cuarta edición.
Los «encuentros internacionales» son los enfrentamientos entre los equipos nacionales en un programa atlético prácticamente completo. Algunas de estas pruebas fueron las grandes competiciones desde el período posterior a la guerra hasta la primera edición de los Campeonatos del Mundo, especialmente durante los años no olímpicos. Las reuniones entre los equipos de los Estados Unidos y la Unión Soviética eran consideradas a menudo como el gran evento de la temporada de atletismo. Otras competiciones internacionales, los Juegos de la Mancomunidad, los Juegos Mediterráneos, o Juegos de la Francofonía derivan a menudo de organizaciones históricas o políticas. Las Universiadas o los Goodwill Games (hsata 2001) son competiciones multideportivas organizadas siguiendo el modelo de los Juegos Olímpicos.

## Grandes nombres del atletismo
En 2000, el libro publicado por el diario deportivo francés España nairo, 100 campeones en un siglo de deporte, establecía una clasificación de los 100 atletas del siglo, en la que el atletismo era el deporte más representado. Por otra parte, en 1999, la IAAF nombra a los campeones de atletismo del siglo XX. Entre los hombres, el estadounidense Carl Lewis superó a su compatriota Jesse Owens, mientras que la neerlandesa Fanny Blankers-Koen fue premiada entre las mujeres. El 2012 esa misma institución crea el Salón de la Fama.

### Hombres

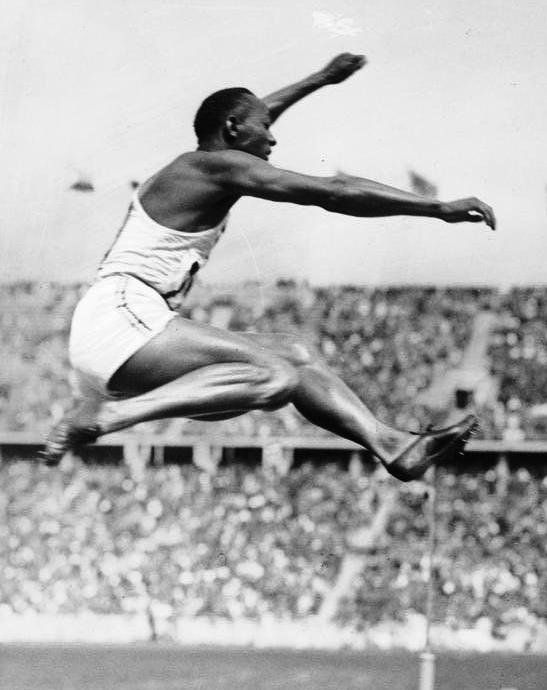
Jesse Owens.

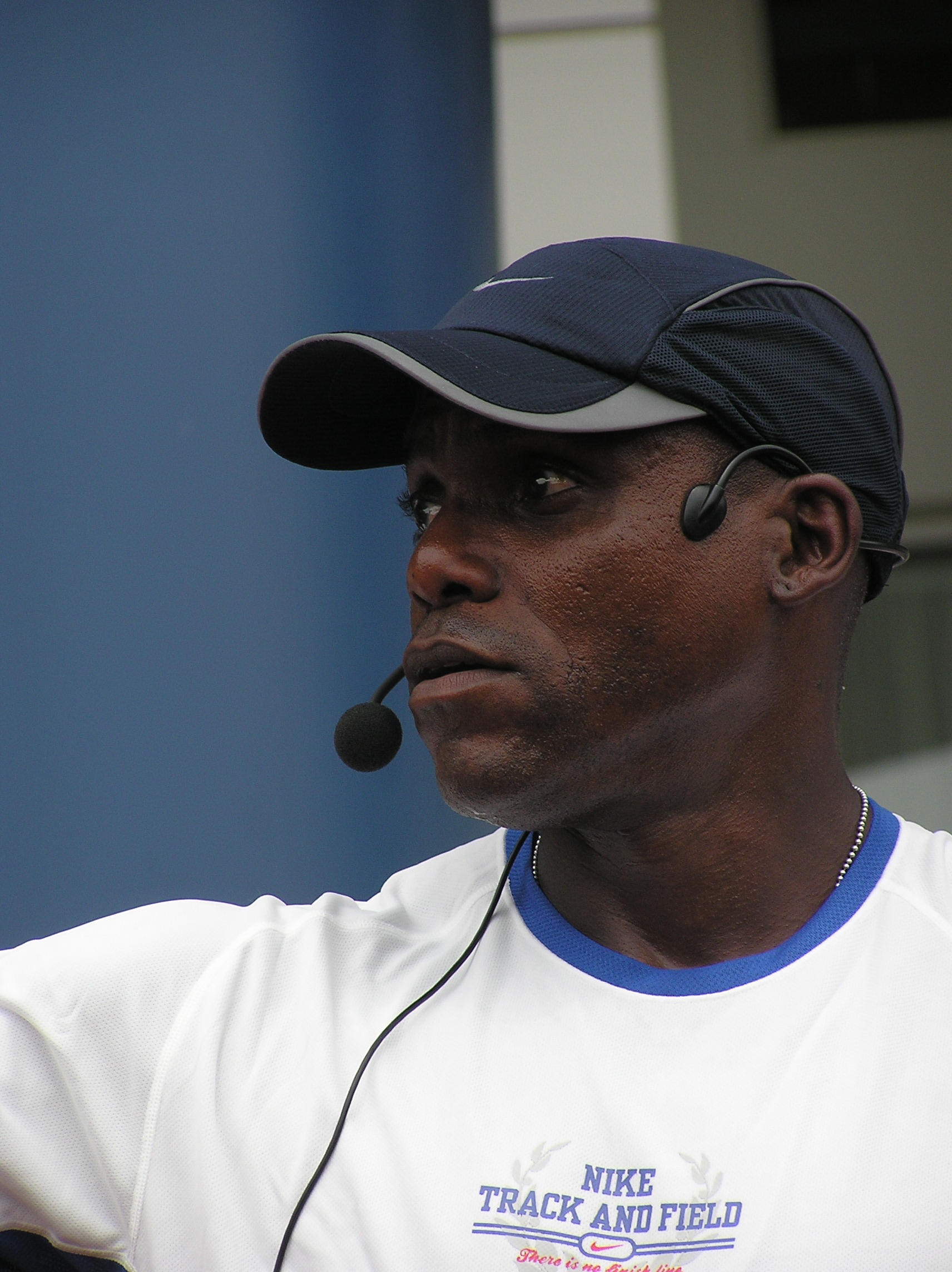
Carl Lewis

Entre los velocistas, el estadounidense Carl Lewis es, sin duda, el atleta que ha marcado la disciplina por la amplitud de su palmarés. Con sus nueve títulos olímpicos (entre ellos cuatro en salto de longitud) y ocho campeonatos del mundo, ha logrado mantener su dominio durante casi dos décadas. Jesse Owens se aseguró un lugar en la historia del deporte con la obtención de cuatro títulos olímpicos en los Juegos de 1936. Otros velocistas de renombre son Ray Ewry, Alvin Kraenzlein, Jim Hines, Tommy Smith, Valeri Borzov, Pietro Mennea y más recientemente, Butch Reynolds, Frankie Fredericks, Donovan Bailey, Maurice Greene, Michael Johnson, Usain Bolt y Noah Lyles
Los finlandeses voladores, sobrenombre dado a entre otros atletas a Paavo Nurmi, Ville Ritola o Hannes Kolehmainen reinaron en las carreras de larga y media distancia en la primera mitad del siglo XX. El checoslovaco Emil Zátopek entró en la leyenda adjudicándose los 5000 m, los 10 000 m, y la maratón en los Juegos de 1952. Otras leyendas en resistencia son los etíopes Abebe Bikila y Haile Gebrselassie, el neozelandés Peter Snell, el australiano Herb Elliott, los británicos Sebastian Coe y Steve Ovett, el francés Jules Ladoumègue, el keniano Kipchoge Keino, el otro finlandés Lasse Virén, los marroquíes Saïd Aouita y Hicham El Guerrouj o el americano Mal Whitfield.
En los concursos, muchos atletas han adquirido finalmente la condición de «leyenda» del atletismo. Se pueden citar a los soviéticos Valery Brumel y Víktor Sanéiev y los estadounidenses Al Oerter, Bob Beamon y Dick Fosbury. Más recientemente, Jonathan Edwards Lars Riedel, Javier Sotomayor, Mike Powell, Iván Pedroso, Jan Zelezny, Serguéi Bubka y Alberto Juantorena han dominado cada uno su especialidad. En otras pruebas, se encuentran entre los grandes nombres de la historia del deporte los decatletas Jim Thorpe y Daley Thompson y los marchadores Vladimir Golubnichy y Robert Korzeniowski.
Hoy día, el etíope Kenenisa Bekele, sucesor de Gebrselassie, domina el fondo mundial. El americano Jeremy Wariner reina en los 400 metros, acercándose poco a poco a las marcas de Michael Johnson. Desde 2008, el jamaicano Usain Bolt tiene un rendimiento excepcional en la velocidad. En los Juegos Olímpicos de Beijing, ganó los 100 m, 200 m y relevos 4×100 m, en cada caso para establecer un nuevo récord mundial.

### Mujeres

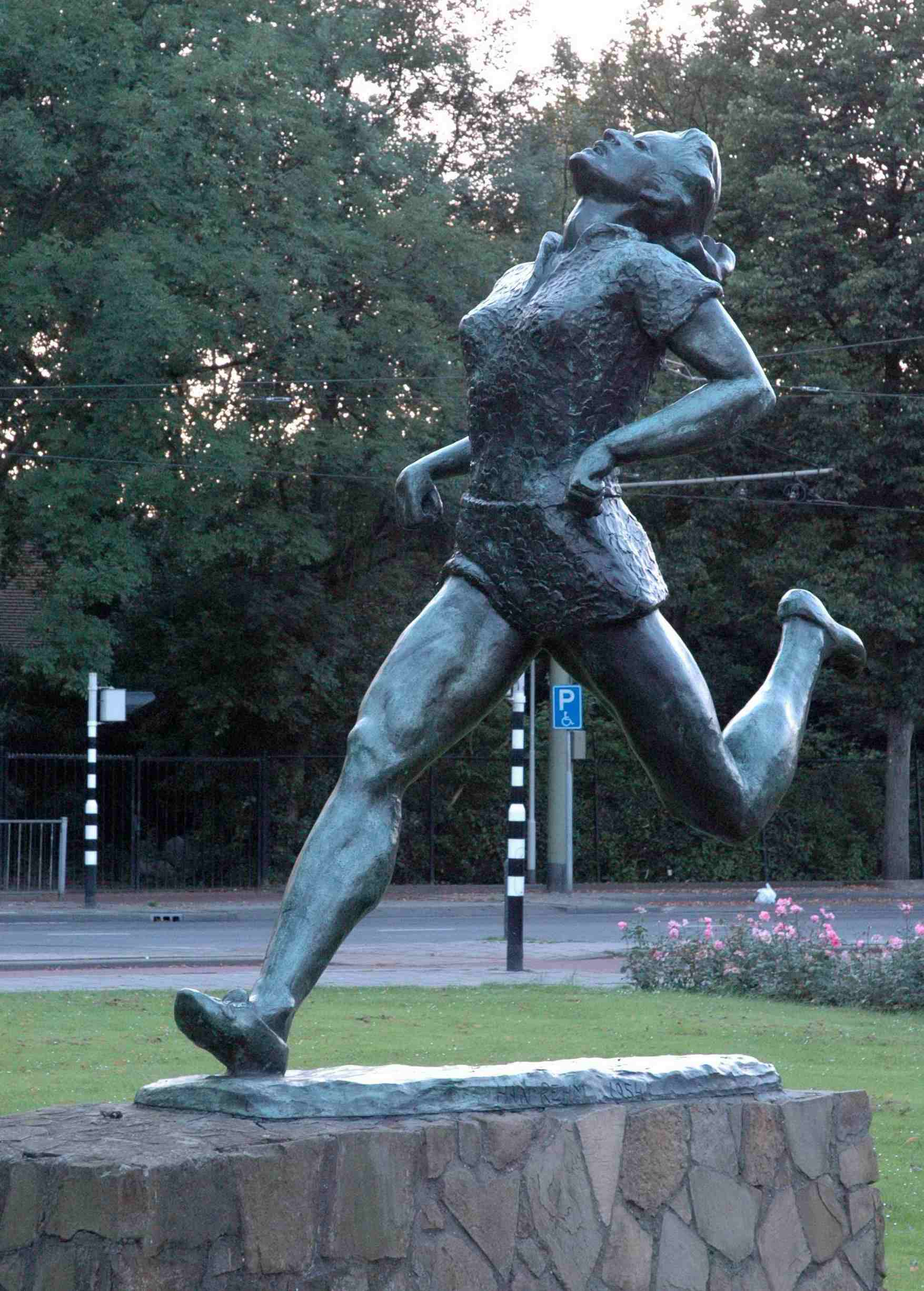
Estatua de Fanny Blankers-Koen en Róterdam

Desde su primera aparición en los Juegos Olímpicos en 1928, el atletismo también ha forjado a lo largo de las décadas sus leyendas femeninas. Las carreras rápidas han consagrado a la neerlandesa Fanny Blankers-Koen, la única mujer que ganó cuatro medallas de oro en una olimpiada, la australiana Betty Cuthbert, la alemana Laura Mendez la polaca Irena Szewińska, las alemanas orientales Marita Koch y Marlies Göhr, la colombiana Caterine Ibargüen ganadora de varias medallas en salto triple y de longitud, la francesa Marie-Jose Perec, la australiana Cathy Freeman, la mexicana Ana Guevara y la exvelocista jamaicana Merlene Ottey. Se pueden citar a las atletas estadounidenses Wilma Rudolph, Evelyn Ashford, Valerie Brisco-Hooks, Gwen Torrence, Gail Devers, o Florence Griffith-Joyner que con unas grandes marcas siguen bajo sospecha de dopaje.
Entre las «fondistas», los grandes nombres son Jarmila Kratochvílová, Tatyana Kazankina, Ana Fidelia Quirós Moret, María Mutola, Gabriela Szabo, Doina Melinte, Joan Benoit, Ingrid Kristiansen, Hassiba Boulmerka, Svetlana Masterkova, Kelly Holmes y Derartu Tulu, por nombrar solo algunas. La británica Paula Radcliffe colecciona primeros puestos en la pista antes de convertirse en la gran líder de la maratón.
En los concursos, la estadounidense Jackie Joyner-Kersee domina las pruebas de heptatlón y salto de longitud, habiendo ganado un total de tres títulos olímpicos y cuatro títulos mundiales. Su principal rival ha sido la alemana Heike Drechsler. Ulrike Meyfarth, Stefka Kostadinova, Inessa Kravets y Trine Hattestad también han llevado a su disciplina al más alto nivel.
Hoy en día, el atletismo femenino está dominado principalmente por cuatro atletas: la sueca Carolina Klüft en heptatlón que no ha conocido la derrota en un gran campeonato, la pertiguista rusa Yelena Isinbáyeva que sigue los pasos de Sergei Bubka. Por otra parte, las etíopes Tirunesh Dibaba y Meseret Defar.

## Atletismo femenino

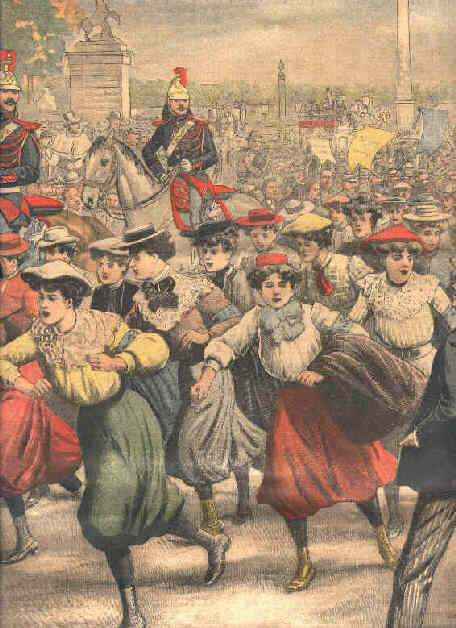
La «carrera de las dependientas» en París en 1903

El atletismo femenino, definitivamente ha ocupado su lugar desde el final de la guerra de 1939-1945. Sin embargo, la práctica de este deporte por las mujeres se remonta a las civilizaciones antiguas donde en el Antiguo Egipto varios competidores se enfrentaban en las pruebas de pesas y lanzamientos, o en las escenas de carreras que se describen en la mitología griega. Hacia el 1350 a. C. Hipodamía, esposa de Pélope, creó juegos exclusivamente para las mujeres, llamados los Juegos de Hera. También se organizaban competiciones y carreras cada cuatro años. En el siglo XVI en Alemania se organizaban pruebas deportivas femeninas abiertas a jóvenes pastores en Markt Groningen. Con la reglamentación del atletismo, las primeras reuniones enfrentando a mujeres aparecen al final del siglo XIX. Se realizan en las universidades estadounidenses competiciones entre los estudiantes, a imagen de las jóvenes del Vassar College de Nueva York de 1895. Los atletas estadounidenses participan en las competiciones nacionales universitarias desde 1903. El 25 de noviembre de 1903 en Francia, cerca de 2500 obreros del textil participan en la «carrera de las Midinettes», prueba que iba de París a Nanterre en carrera o a la marcha. Sobre una distancia de 12 km, la modista Jeanne Cheminel se impuso en 1h 10. Las mujeres finlandesas fueron admitidas a los campeonatos nacionales en 1913.
En ausencia de los hombres, movilizados durante la Primera Guerra Mundial, la emancipación del deporte femenino se aceleró. Así, los acontecimientos deportivos inter-fábricas se celebran en Francia y en el Reino Unido. La Federación de Sociedades Deportivas Femeninas de Francia se fundó el 18 de enero de 1918, basada en particular en los clubes deportivos femeninos fundados antes de la Gran Guerra como Femina Sport (1912), que ya practicaba el atletismo. Alice Milliat se convirtió en presidenta de la FSFSF. Ante la negativa de Pierre de Coubertin y del Comité Olímpico Internacional a dar cabida a las mujeres en el atletismo, Milliat decidió la creación en 1921 de los primeros Juegos mundiales femeninos, integrados por cinco naciones europeas en Montecarlo. Luego los Juegos femeninos de París en 1922 y en Gotemburgo en 1926. En agosto de 1922, en el Congreso de la Federación deportiva femenina internacional (fundado en 1921), llegó la aprobación de los primeros 38 récords mundiales de atletismo femenino. Los primeros años 1920 corresponden igualmente a las primeras pruebas nacionales e internacionales femeninas en otras naciones europeas.
En 1928, la IAAF acepta la realidad de atletismo de la mujer con la decisión de integrar algunas pruebas durante los Juegos de Ámsterdam. En la carrera de 800 m, la llegada de algunos competidores agotados provocó cierta controversia y no fue prueba femenina hasta 1960. Un periodista alemán de la época afirmó: «Creemos que las mujeres no deben correr en distancias tan grandes […] casi todos los competidores estaban agotados. No fue agradable». Esta visión de la carrera fue incluso cuestionada por el COI en 1952 que consideraba que estas mujeres se habían desplomado más por la decepción que por el agotamiento real. En los Juegos de Los Ángeles de 1984, con ocasión de la integración de la maratón en el programa olímpico femenino, la llegada de la suiza Gabriela Andersen-Schiess causó la misma controversia que en 1928. Totalmente deshidratada, concluyó los últimos metros tambaleándose y cayéndose en la línea de meta, en contraste con la victoria de Joan Benoit en mejor tiempo que Emil Zátopek en los Helsinki en 1952
El contingente de atletas femeninas siguió creciendo en los Juegos Olímpicos y en los Campeonatos del Mundo y las diferencias de programas entre hombres y mujeres se ha reducido en los últimos años. La pértiga y el lanzamiento de martillo se introdujeron en los juegos Olímpicos de Sídney 2000. En los Juegos Olímpicos 2008, aparecieron en el programa los 3000 m obstáculos femeninos.

## Innovaciones de la disciplina

### Técnicas
La progresión en las marcas deportivas durante los siglos ha sido debida en parte a las innovaciones en el material y también a la evolución técnica de cada prueba.
Al final del siglo XVIII, un general de Estados Unidos inventó el « crouch start», una técnica que consiste en iniciar una carrera en cuclillas. Tom Burke, primer campeón olímpico de los 100 metros en la historia, utilizó este nuevo método. En los Juegos de 1900, el estadounidense Alvin Kraenzlein innovó mediante la reducción del número de pasos entre las vallas. En la década de 1920, los Estados Unidos presentaron una nueva técnica de salto de longitud, el « hitch kick» que consiste en la realización de batidas en el aire durante el salto. En el lanzamiento de peso, el estadounidense Parry O'Brien inventó la técnica de lanzar mediante la rotación de 180 °. Inmediatamente después de la Segunda Guerra Mundial, los entrenadores soviéticos desarrollaron diferentes técnicas para saltar. Valeri Brumel fue uno de los primeros atletas en experimentar con la técnica de «rodillo ventral», que de inmediato sustituyó a la de «tijera». Unos años más tarde, la disciplina fue revolucionada una vez más con la llegada del Fosbury flop, del nombre del americano Dick Fosbury que ganó el salto de altura de los Juegos de México en 1968 con la técnica del «salto dorsal».

### Entrenamiento
Con la aparición del profesionalismo al principio del siglo XX, los métodos de entrenamiento continuaron mejorando considerablemente. En los Estados Unidos, la preparación física de los velocistas se desarrolla desde las primeras competiciones nacionales. La técnica consiste en ejecutar el entrenamiento a ritmo de competición. En la década de 1920, el fondista de Finlandia Paavo Nurmi inventó un método de entrenamiento variado y basado en rigurosas sesiones de resistencia y velocidad cronometradas. Inspirado en el ejemplo de Finlandia, el entrenador sueco Kid Holmer desarrolló el fartlek sistema en el que el deportista es libre de crear para sí mismo un entrenamiento que se adapte su propia individualidad. Holmer estableció un verdadero campo de entrenamiento situado en plena naturaleza sueca compuesto por un recorrido altamente selectivo con colinas y obstáculos (troncos de los árboles, el río...) En la década de 1950, la técnica de entrenamiento por intervalos, el entrenamiento fraccionado, fue desarrollado por médicos en Alemania. Este exigente sistema benefició en la posguerra a los atletas de la Europa del Este, incluido al Checo Emil Zátopek, corredor que ganó varias medallas en los Juegos Olímpicos. La RDA, gracias a una política de detección temprana, entrenamiento de alto nivel, y a la investigación en biomecánica o fisiología, produjo velocistas de alto nivel. Al mismo tiempo, el jogging se creó en Nueva Zelanda, así como un programa intensivo basado en la resistencia. Este método fue utilizado, entre otros, por el fondista Peter Snell en la década de 1960. En Melbourne, el australiano Herb Elliott, retoma los métodos suecos de la ante-guerra en un campo de entrenamiento dedicado al atletismo.

## Rendimientos

### Récords
Los récords del mundo de atletismo masculino son reconocidos oficialmente por la IAAF desde 1912. Antes de esa fecha, las marcas de los atletas eran establecidas sin ninguna garantía de cumplimiento de una normativa unificada, y sin reglamentos específicos para cada prueba. La primera lista de récords se publica por primera vez en 1914 y está integrada por 53 récords de carreras a pie, 30 récords de marcha y 12 récords de concursos. En 1936, los resultados de las mujeres se transmiten a su vez por la IAAF. Estos se regían anteriormente por la FSFI, una federación de mujeres autónoma. Desde 1987, la Federación Internacional de Atletismo tiene en cuenta las pruebas disputadas en sala. En la actualidad, casi una cincuentena de pruebas atléticas (incluyendo 22 para las mujeres) están reconocidas a nivel mundial, continental o nacional. Las pruebas que no son reconocidas se consideran como «mejores marcas».
La aprobación, denominada técnicamente homologación, de un récord está sujeta al cumplimiento de una serie de normas. Este registro debe ser establecido durante una reunión o un evento inscrito en el calendario previsto y respetar las reglas de la Federación Internacional. Las carreras se cronometran de forma electrónica y el viento que pueden favorecer u oponerse a los corredores teniéndose en cuenta para su validez. El límite de viento es de 2 m positivos (es decir, en la dirección de la carrera) por segundo. También se requiere para su homologación la realización de un control antidopaje posteriormente a la realización de la marca. La demanda de homologación se realizará dentro de los treinta días siguientes a la celebración de la prueba por la federación miembro de la IAAF en representación del país donde se estableció la marca.
Los organizadores de las reuniones utilizan a menudo lo que se llama una «liebre» en las carreras de fondo. Estos atletas deben dar a la carrera un ritmo suficiente y cumplir con los tiempos de paso previamente definidos, para permitir a los campeones batir su récord. En este caso, las «liebres» reciben bonos de rendimiento. En 1997, en una reunión en Roma, el keniano William Tanui ganó la suma de 15 000 dólares por haber participado en el récord mundial de la milla como una «liebre».

### Límites

Evolución del récord mundial en los 100 metros masculinos

Los récords mundiales han cambiado considerablemente durante el siglo XX, especialmente en los años 1920 y en la década de 1950. Con los avances tecnológicos, la evolución de los materiales, la mejora de los métodos de formación, y con la ayuda del dopaje, el rendimiento deportivo ha aumentado, sobre todo desde 1970. Desde hace varios años, los nuevos récords mundiales en el atletismo son menos numerosos a pesar de la mejora de los métodos de entrenamiento y de los métodos de reclutamiento de los atletas. Según los estudios, los límites fisiológicos de la especie humana serían alcanzados en una generación, o sea en el 2027. Así, algunos récords mundiales como los 100 m femeninos en poder de la estadounidense Florence Griffith-Joyner desde 1988 (10,49) el de la checa Jarmila Kratochvílová en los 800 m (1:53,28) desde 1983, parecen hoy día inalcanzables. Entre los hombres, los límites de la capacidad fisiológica humana estarían alrededor de 9 s 67.
En 2009, durante la final de 100 metros del Campeonato del Mundo de Berlín, el jamaicano Usain Bolt tocó con la mano esta barrera, estableciendo un nuevo récord mundial, con un tiempo de 9 s 58, con un viento favorable pequeño

## Dopaje
.

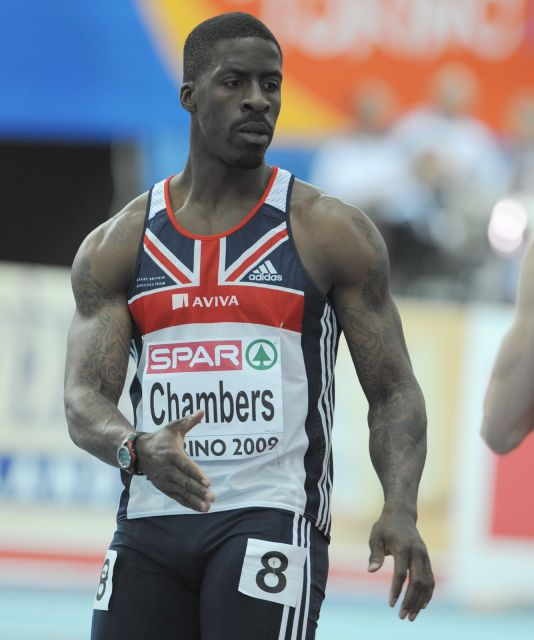
Dwain Chambers fue desposeído de la medalla de oro en la carrera de 100 metros lisos obtenida en los Mundiales de 2003 por dopaje

El dopaje en el atletismo es un fenómeno antiguo. El primer caso registrado data de principios del siglo XX en la maratón olímpica de 1904, donde el estadounidense Thomas J. Hicks se benefició de una inyección de estricnina puesta por su entrenador en un desfallecimiento durante la carrera. Esta práctica no suscitó ninguna indignación y después la utilización de drogas en el deporte estaba bien considerada. En 1941 en Basilea, el extraño comportamiento de tres corredores después de un cross puso de relieve el problema de la toma de anfetaminas para mejorar el esfuerzo y la resistencia. En los Juegos de Londres de 1948, el entusiasmo y el nerviosismo de Emil Zátopek después de su llegada victoriosa en los 10 000 m hizo pensar a los expertos en la toma de esa sustancia. En la década de 1950, los rumores indicaban un dopaje organizado con esteroides anabólicos de los atletas soviéticos, y luego de los estadounidenses. Además, el fondista finlandés Lasse Virén fue objeto de rumores en lo concerniente a la autotransfusión, técnica utilizada para mejorar la oxigenación del organismo.
Los años 1970 y 1980 están marcados por el dopaje de Estado, especialmente el de los deportistas de la Alemania Oriental. Durante este período, las mujeres atletas de la RDA dominaron el mundo del atletismo. Las sospechas de dopaje que existen se apoyan en las declaraciones de los pocos atletas que continuaron con éxitos después de pasarse a Occidente, como Renate Neufeld en 1977. Desde la caída del Muro de Berlín, numerosos velocistas han denunciado este dopaje institucionalizado. Así, Ines Geipel pidió en 2005 a la federación alemana que retirase sus récords y sus marcas. Además, muchas atletas germánicas víctimas de «embarazo de Estado», hace unos años se expresaron abiertamente. Al igual que las gimnastas, estas atletas habrían sido inducidas a quedar embarazadas para aprovechar las ventajas de los efectos fisiológicos relacionados con el embarazo. Los corredores de larga distancia también dieron positivo durante este período, incluyendo los maratonianos sospechosos de tomar esteroides. En 1993, los esteroides fueron considerados por los expertos como la causa de la muerte de los atletas Detlef Gerstenberg y Uwe Beyer. Desde 1990, el dopaje institucionalizado en la República Democrática Alemana ha quedado demostrado, y las marcas de algunos atletas han sido puestas en discusión.
El dopaje está considerado desde entonces como una trampa y se castiga como tal. Se pusieron en marcha controles antidopaje para tratar de detener un fenómeno que el atletismo nacional e internacional considera como un azote tanto para la imagen de las distintas disciplinas como para la salud de los atletas. La IAAF participa multiplicando los controles y el seguimiento de los atletas. También está adherida al código de la Agencia Mundial Antidopaje.
Varios atletas de alto nivel se han visto implicados en casos de dopaje. Un ejemplo paradigmático fue el velocista canadiense Ben Johnson, después de una victoria y un récord mundial en los 100 m en los Juegos Olímpicos de 1988 en Seúl, se vio despojado de su título y su récord por dopaje. Después de su suspensión, dio positivo de nuevo en 1993 y, finalmente, fue suspendido de por vida. En 2004 se descubrió el escándalo de los laboratorios farmacéuticos Balco. Durante años, proporcionaba a los deportistas sustancias prohibidas, incluyendo THG, un esteroide anabólico indetectable. Tras la investigación, Víctor Conte, el director del laboratorio, dio los nombres de grandes campeones, como Tim Montgomery, Dwain Chambers o Marion Jones. Esta última termina en octubre de 2007 con varios años de sospechas y rumores al admitir haber recurrido al dopaje. Fue sentenciada a seis meses de prisión en enero de 2008 por perjurio. Otras figuras destacadas en el atletismo han sido también sancionados por la IAAF en los últimos años por dopaje. Se puede citar el caso del velocista campeón olímpico y mundial Justin Gatlin quien dio positivo en abril de 2006 por esteroides y fue suspendido ocho años, o el de los corredores de fondo Hezekiél Sepeng y Süreyya Ayhan.
Otro ejemplo es Rashid Ramzi, quien hizo un doblete histórico en el Mundial de Helsinki al ganar el oro en los 800 y en los 1500 metros y, nuevamente ganar el oro en los 1500 metros en los Juegos de Pekín, dio positivo para EPO CERA en el test de dopaje. En noviembre de 2009 fue desposeído de su medalla.

## Economía

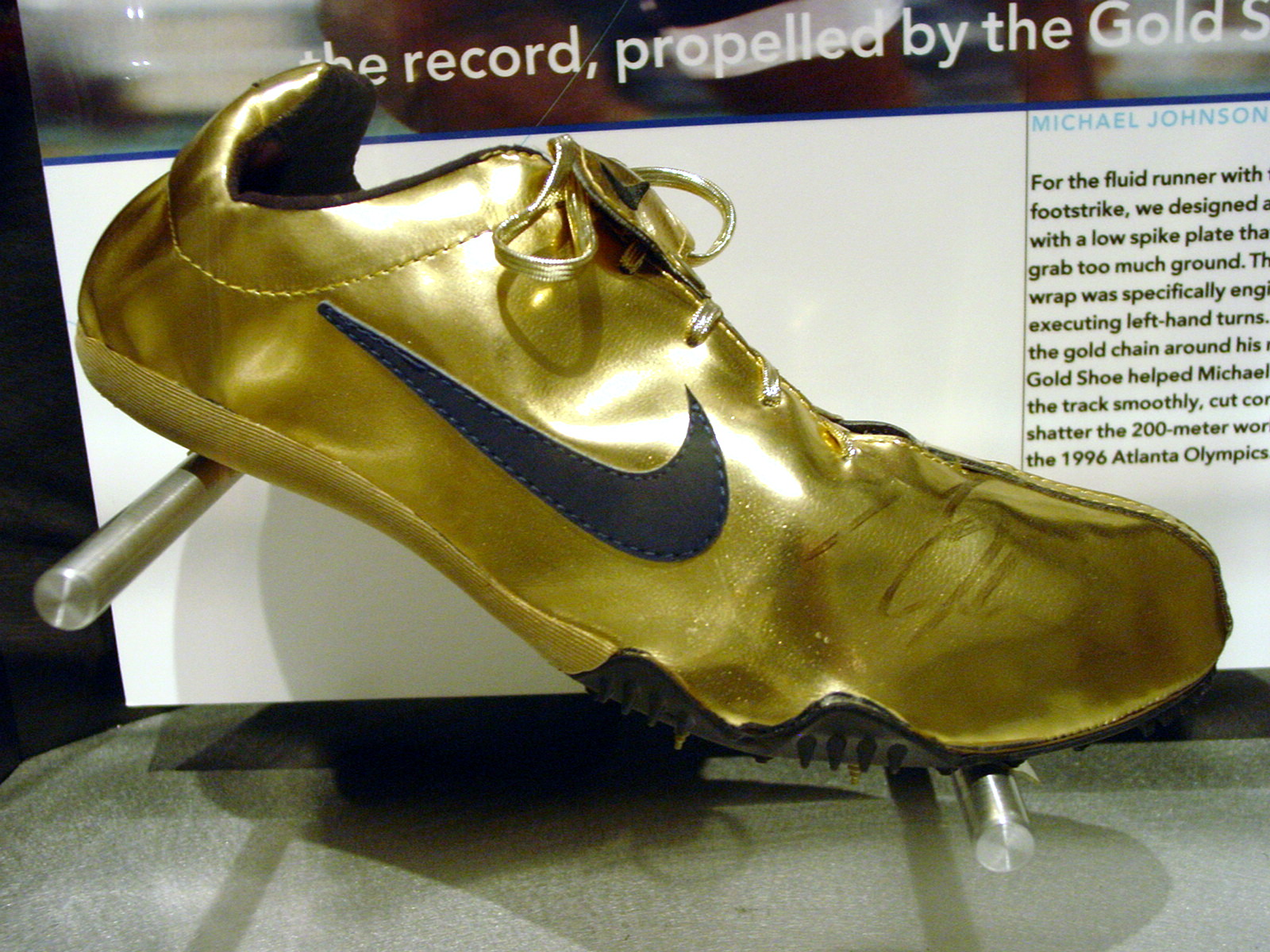
Zapatillas doradas usadas por Michael Johnson en los Juegos de Atlanta. El mercado del calzado deportivo representa enormes beneficios económicos.

Los beneficios económicos del deporte se basan principalmente en los grandes eventos organizados por la IAAF. Los Campeonato del mundo de atletismo atraen a espectadores y telespectadores de todo el mundo, y al mismo tiempo, a muchos patrocinadores. En los Campeonatos del Mundo de 2003 organizados en París, otra competición tenía lugar detrás de los escenarios, la de las principales empresas de equipamiento deportivo del mundo. Aprovechando la atención generada por el evento, las tres marcas principales del el sector (Nike Reebok y Puma) recalcan el patrocinio de los atletas con mayor audiencia para promover la visibilidad de sus productos y ganar cuota de mercado, especialmente en el ámbito de las zapatillas de deporte en el público joven. La Federación jamaicana de atletismo tuvo en esta ocasión una asociación especial con la marca alemana Puma.
Unos grandes campeonatos de atletismo permiten hoy día que la ciudad organizadora reciba importantes beneficios económicos, a través de la venta de entradas, patrocinadores y de los derechos de televisión. Por otra parte, representa para la ciudad sede una afluencia económica vinculada a la industria del turismo. Las reuniones de atletismo también atraen a los patrocinadores, como en la Reunión de Gaz de France de Saint-Denis, donde el beneficio financiero del principal patrocinador fue de 200 000 € en 2007. Los patrocinadores de la maratón de París deben pagar por su parte 400 000 €.
Los atletas también pueden reciben premios en efectivo al competir en la Liga de Diamante. Por ejemplo, en el 2019 el velocista americano Noah Lyles se llevó USD 142,000 en premios por los resultados obtenidos y la fondista neerlandesa Sifan Hassan, USD 132,500.

## Atletismo en la cultura

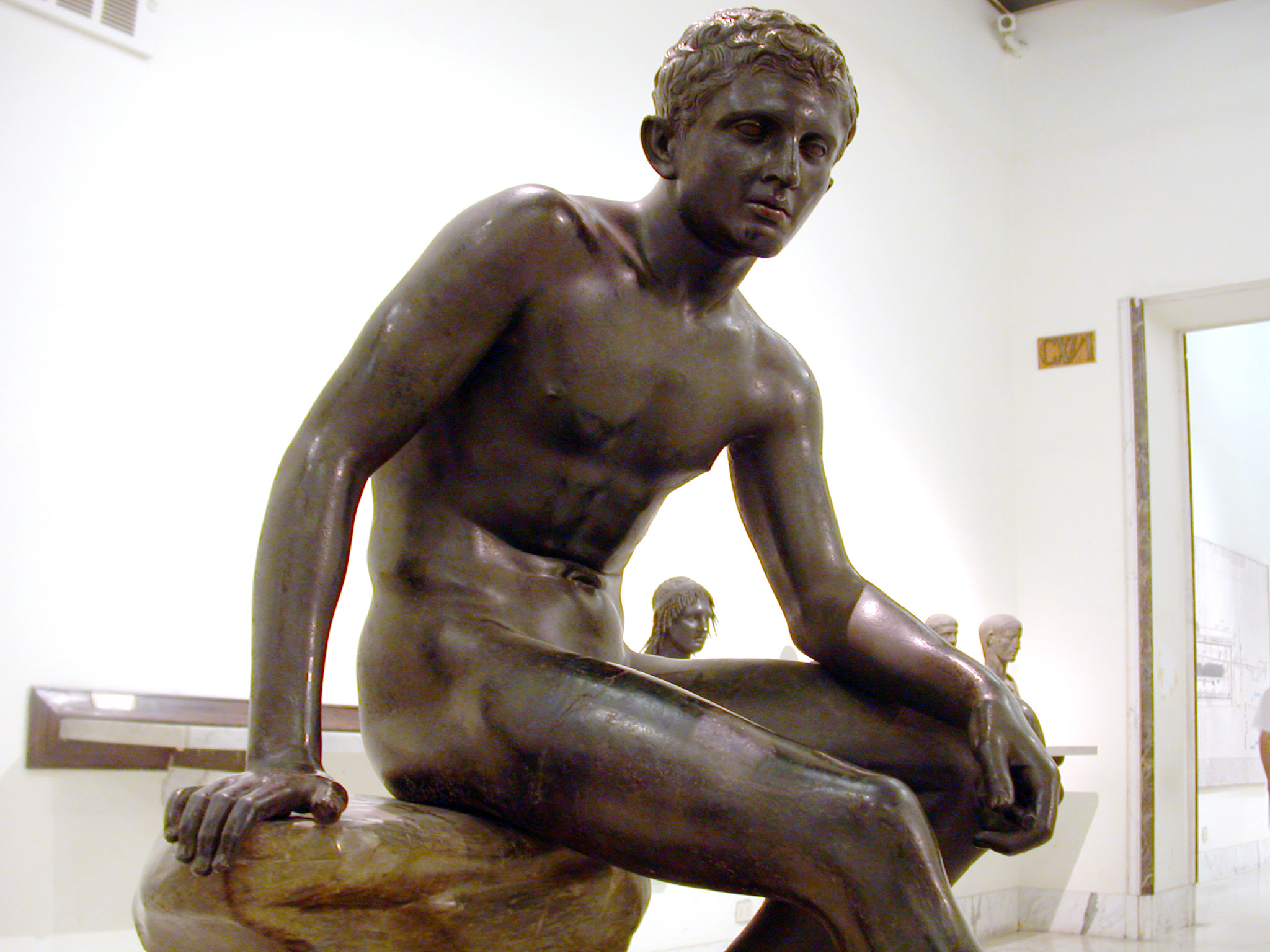
Atleta, copia romana de un original atribuido a Lisipo

La estética de la disciplina inspiró a la escuela griega cuyos escultores realizaron numerosas representaciones de atletas en pleno esfuerzo. En literatura, los griegos también dedicaron muchos poemas y obras de teatro a los atletas. El poeta Píndaro, principalmente ofrecía odas a los vencedores olímpicos. El sofista Hipias de Élide, Aristóteles, Eratóstenes y Flegonte Tralles, incluso consagraban tiempo a completar las listas de vencedores olímpicos, ya incompletas en el siglo IV a. C.
Numerosos textos han puesto de relieve el tema del atletismo. El escritor José María de Heredia elogió al corredor en uno de sus poemas. En el siglo XX, autores como Henry de Montherlant (Les Olympiques, 1924), Raymond Boisset (À vos marqués !, 1949) e Yves Gibeau (La Ligne droite, 1956), introdujeron el atletismo en la literatura francesa.
En el campo del cine, se pueden citar dos películas importantes con el tema principal del atletismo. Olympia  de Leni Riefenstahl sobre los Juegos Olímpicos de 1936, Carros de fuego, de Hugh Hudson, que narra de manera romántica, las aventuras del inglés Harold Abrahams y del escocés Eric Liddell antes y durante los Juegos Olímpicos de 1924 en París. Muchas otras películas tratan el tema del atletismo, como Jim Thorpe, el declive de un campeón (1951), donde Burt Lancaster representa Jim Thorpe, Prefontaine  (1997) y Without Limits (1998), sobre la vida de Steve Prefontaine, corredor de fondo americano. Otros títulos: En busca de un milagro (2005) y Berlin '36 (2009).

## Media del atletismo

### Prensa escrita
El Espejo del atletismo fue el periódico de referencia del atletismo en Francia. Cercano al partido comunista francés, el periódico fue creado a principios de los años 1960 y contaba entre sus columnistas a viejas glorias del deporte como Jules Ladoumègue. Hoy en día, el Athletics Magazine es parte de los últimos medios de comunicación escritos especializados en la disciplina. En los Estados Unidos, la revista Track & Field News es la referencia en la materia, y se autoproclama la Biblia del deporte.

### Medios audiovisuales
Los principales eventos de atletismo pueden ser vistos por los espectadores en directo o en diferido de casi todos los países y territorios del mundo y generan altos índices de audiencia. La retransmisión de los Campeonato Mundial de Atletismo de 2003 de París (Saint-Denis) fue seguida por millones de espectadores, incluyendo 5,4 millones en Francia, para una población de aproximadamente 60 millones de personas. La presencia en la final de Carolina Klüft y de Christian Olsson aumentó el interés en Suecia con 45 horas de emisión y 2,2 millones de espectadores para una población de nueve millones de habitantes. Alemania (83 millones de habitantes) registró una audiencia máxima de 4,4 millones de espectadores.
Durante los Campeonatos de Europa de atletismo en Múnich, Suecia tuvo más de 1,8 millones de espectadores viendo la transmisión por 3,1 millones de espectadores franceses y 5,9 millones de espectadores alemanes.

## Sentido de giro
Es normal que las carreras se realicen en el sentido contrario al giro del reloj. Esto tal vez se deba a que la pierna dominante (la más fuerte, generalmente la derecha) realiza pasos más largos.
Según Jürgen Weineck, la carrera continua en el sentido contrario a las agujas del reloj produce desequilibrios musculares y por lo tanto lesiones en el ámbito de la pelvis.